# 澳門巴士51路線
澳門巴士51路線是由新福利經營，往返蝴蝶谷大馬路和關閘的巴士路線。

## 簡介及歷史

### 25F路線
- 2013年4月2日，本線開設，為首條往來石排灣公屋的快速巴士路線，亦是首條編號中有英文字母F的路線。[1]

- 2013年6月8日，本線用車由小巴調整為大巴。[2]

- 2013年7月18日，延長本線服務時間至06:00-09:00、17:00-20:00，班距加密至12分鐘。[3]

- 2013年10月9日，延長本線服務時間至06:00-09:00、16:30-20:00，班距加密至10分鐘。[4]

- 2014年2月28日，延長本線服務時間至06:00-09:30、16:00-20:00，班距加密至6-10分鐘。[5]

- 2014年8月12日，提升至全日服務，服務時間為06:00-23:55，尖峰時段6-10分鐘，離峰時段30分鐘。[6]

- 2014年12月18日，配合關閘邊檢大樓實行新通關安排，調整本線服務時間為05:40-01:00。

- 2015年2月2日，本線改為循環線運作，加密離峰時段班距至20分鐘，新增停靠「君悅灣」站。[7]

### 51路線
- 2016年1月16日，更改路線編號為51，並延長本線服務時間至05:30-01:00，班距加密至4-12分鐘。[8]

- 2016年8月20日，本線總站遷至「蝴蝶谷大馬路總站」，去程新增停靠「和諧廣場／樂群樓」站，回程新增停靠「和諧廣場／業興大廈」站。[9]

- 2017年2月25日，為減低關閘地下巴士總站的負荷，本線改停靠位於關閘廣場東側近關閘特警總部的“關閘廣場”站。[10]

- 2018年7月21日，新增停靠「路環發電廠」、「路環電廠圓形地」站。“君悅灣”站改名為“海上居”。[11]

- 2018年10月27日，新增停靠「北安大馬路／和睦街」、「北安大馬路／新城區」站。

- 2019年3月28日至4月24日，暫不停靠“路環電廠圓形地”站。

- 2019年7月27日起，“機場貨運站”站改名為“科大／機場貨運站”。

- 2020年9月5日起，新增停靠“機場大馬路／輕軌車廠”、“機場大馬路／永利皇宮”站，“輕軌車廠-1”、“輕軌車廠-2”站分別改名為“機場大馬路／航空圓形地”、“機場大馬路／上葡京”站。[12]

- 2021年7月17日起，為配合葡京人局部開放，取消停靠“路環電廠圓形地”臨時站，新增停靠位於溜冰路近澳門東亞運動會體育館及近葡京人之臨時站，調整“路環發電廠”臨時站往蓮花圓形地方向遷移約40米。[13]

- 2021年11月27日起，上述臨時措施改為永久措施，原兩側的臨時站分別命名為“溜冰路／東亞運體育館”、“溜冰路／葡京人”站。[14]

- 2022年7月11日至17日，因實施「全澳相對靜止管理」措施，本線暫停營運。[15]

- 2022年7月18日至22日，因宣佈延長“相對靜止管理”措施，本線維持上述措施。[16]
- 2022年7月23日起，因“相對靜止管理”結束，本線恢復營運。[17]

- 2023年2月6日起，以試行形式新增停靠“蓮花路／體育館馬路”、“蓮花路／蓮花圓形地-1”站。[18]
- 2023年8月26日，上述試行措施調整為永久措施。[19]

- 2024年4月30日起，以試行形式新增停靠「射擊路／上葡京」站，取消停靠「機場大馬路／航空圓形地」站。[20]

- 2024年9月7日起，新增停靠「北安出入境事務大樓」站。

## 使用車輛
2013年4月2日起：
- 三菱Rosa

2013年6月8日起：
- 蘇州金龍KLQ6108GQ30

2013年7月17日起：
- 蘇州金龍KLQ6108GQ28E4
- 蘇州金龍KLQ6129GQE4
- Dennis Dart SLF
- 蘇州金龍KLQ6108GQ30

2017年5月23日起：
- 蘇州金龍KLQ6108GQ28E4
- 蘇州金龍KLQ6129GQE4
- 蘇州金龍KLQ6108GQ30
- 宇通ZK6128HG

2018年1月6日起：
- 蘇州金龍KLQ6108GQ28E4
- 蘇州金龍KLQ6129GQE4
- 宇通ZK6180HGH

2022年起：
- 蘇州金龍KLQ6108GQ28E4
- 蘇州金龍KLQ6129GQE4
- 蘇州金龍KLQ6108GQ30
- 蘇州金龍KLQ6115GQ
- 宇通ZK6180HGH

2022年6月14日起：
- 蘇州金龍KLQ6108GQ28E4
- 蘇州金龍KLQ6129GQE4
- 蘇州金龍KLQ6108GQ30
- 蘇州金龍KLQ6115GQ
- 蘇州金龍KLQ6116GHEV

2022年6月26日起：
- 蘇州金龍KLQ6108GQ28E4
- 蘇州金龍KLQ6129GQE4
- 蘇州金龍KLQ6116GHEV

2022年6月29日起：
- 蘇州金龍KLQ6108GQ28E4
- 蘇州金龍KLQ6129GQE4

2022年8月4日起：
- 蘇州金龍KLQ6108GQ28E4
- 蘇州金龍KLQ6129GQE4
- 蘇州金龍KLQ6116GHEV
- 蘇州金龍KLQ6115GQ
- 蘇州金龍KLQ6108GQE5
- 蘇州金龍KLQ6108GQ28
- 宇通ZK6180HGH

2022年9月起：
- 蘇州金龍KLQ6108GQ28E4
- 蘇州金龍KLQ6129GQE4
- 蘇州金龍KLQ6116GHEV
- 蘇州金龍KLQ6115GQ
- 蘇州金龍KLQ6108GQE5
- 蘇州金龍KLQ6108GQ28

2022年9月19日起：
- 蘇州金龍KLQ6108GQ28E4
- 蘇州金龍KLQ6129GQE4
- 蘇州金龍KLQ6116GHEV
- 蘇州金龍KLQ6115GQ
- 蘇州金龍KLQ6108GQE5
- 蘇州金龍KLQ6108GQ28
- 宇通ZK6180HGH

2022年12月24日起：
- 蘇州金龍KLQ6108GQ28E4
- 蘇州金龍KLQ6116GHEV1
- 蘇州金龍KLQ6115GQ
- 蘇州金龍KLQ6108GQE5
- 宇通ZK6180HGH

2023年1月5日起：
- 蘇州金龍KLQ6108GQ28E4
- 蘇州金龍KLQ6116GHEV1
- 蘇州金龍KLQ6116GHEV2
- 蘇州金龍KLQ6115GQ
- 蘇州金龍KLQ6108GQE5
- 宇通ZK6180HGH

2023年3月起：
- 蘇州金龍KLQ6108GQ28E4
- 蘇州金龍KLQ6116GHEV1
- 蘇州金龍KLQ6116GHEV2
- 蘇州金龍KLQ6116GHEV
- 蘇州金龍KLQ6106GHEV
- 蘇州金龍KLQ6115GQ
- 蘇州金龍KLQ6108GQE5
- 蘇州金龍KLQ6960GQE5
- 宇通ZK6180HGH

2024年1月起：
- 蘇州金龍KLQ6108GQ28E4
- 蘇州金龍KLQ6116GHEV1
- 蘇州金龍KLQ6116GHEV2
- 蘇州金龍KLQ6106GHEV
- 蘇州金龍KLQ6115GQ
- 蘇州金龍KLQ6960GQE5
- 蘇州金龍KLQ6186GHEV
- 宇通ZK6180HGH

2024年12月13日起：
- 蘇州金龍KLQ6116GHEV1
- 蘇州金龍KLQ6116GHEV2
- 蘇州金龍KLQ6106GHEV
- 蘇州金龍KLQ6186GHEV

## 電牌
| 往石排灣方向                   | 往石排灣方向                       | 往石排灣方向 |
| 日期                           | 頭牌                               | 圖例         |
| ------------------------------ | ---------------------------------- | ------------ |
| 2016年8月20日前                | 石排灣                             |              |
| 2016年8月20日至2025年6月10日前 | 蝴蝶谷大馬路                       |              |
| 2025年6月10日起                | 經上葡京▸蝴蝶谷大馬路              |              |
| 2025年6月10日起                | 經葡京人▸蝴蝶谷大馬路 （轉頁顯示） |              |
| 往關閘方向                     |                                    |              |
| 日期                           | 頭牌                               | 圖例         |
| 2025年6月10日前                | 關閘                               |              |
| 2025年6月10日起                | 關閘（拱北口岸）                   |              |

## 路線資料

### 收費
| 收費類別     | 收費類別                      | 收費類別             | 費用 |
| ------------ | ----------------------------- | -------------------- | ---- |
| 現金         | 現金                          | 現金                 | $6.0 |
| 境外支付工具 | 支付寶（內地及香港）          | 支付寶（內地及香港） | $6.0 |
| 境外支付工具 | 雲閃付 非綁定澳門銀聯卡       |                      | $6.0 |
| 境外支付工具 | 微信支付（內地及香港）        |                      | $6.0 |
| 境外支付工具 | 交通聯合 非澳門發行的全國通卡 |                      | $6.0 |
| 境內支付工具 | 澳門通                        | 全民卡               | $3.0 |
| 境內支付工具 | 澳門通                        | 學生卡               | $1.5 |
| 境內支付工具 | 澳門通                        | 長者卡               | 免費 |
| 境內支付工具 | 澳門通                        | 殘疾卡               | 免費 |
| 境內支付工具 | 聚易用＋                      | 聚易用＋             | $3.0 |

### 服務時間及班距
| 服務時間                      | 服務時間         | 星期一至六  | 星期日 （含公眾假期） |
| ----------------------------- | ---------------- | ----------- | --------------------- |
| 蝴蝶谷大馬路總站              | 蝴蝶谷大馬路總站 | 05:30-01:00 | 05:30-01:00           |
| 班距                          | 尖峰             | 4-8分鐘     | 6-10分鐘              |
| 班距                          | 離峰             | 10-15分鐘   | 12-15分鐘             |
| 懸掛8號風球後15分鐘開出尾班車 |                  |             |                       |

### 路線停站
| 51   | 蝴蝶谷大馬路 ↺ 關閘 | 蝴蝶谷大馬路 ↺ 關閘  | 蝴蝶谷大馬路 ↺ 關閘     |
| 序號 | 循環線              | 循環線               | 循環線                  |
| 序號 | 站號                | 站名                 | 輕軌站／出入境口岸      |
| 1    | C690/3              | 蝴蝶谷大馬路總站     |                         |
| 2    | C689/2              | 和諧廣場／樂群樓     |                         |
| 3    | T384                | 蓮花路／體育館馬路   |                         |
| 4    | T436                | 溜冰路／東亞運體育館 |                         |
| 5    | T434                | 機場大馬路／上葡京   |                         |
| 6    | T419                | 機場大馬路／永利皇宮 |                         |
| 7    | T429                | 機場大馬路／科大醫院 | 科大站                  |
| 8    | T317                | 北安大馬路／和睦街   |                         |
| 9    | M247                | 海上居               |                         |
| 10   | M9                  | 關閘廣場             | 關閘邊檢大樓            |
| 11   | T316                | 北安大馬路／新城區   |                         |
| 12   | T354                | 北安出入境事務大樓   | 氹仔碼頭站 氹仔客運碼頭 |
| 13   | T417                | 科大／機場貨運站     | 科大站                  |
| 14   | T418                | 機場大馬路／輕軌車廠 |                         |
| 15   | T433                | 射擊路／上葡京       |                         |
| 16   | T435                | 溜冰路／葡京人       |                         |
| 17   | T348                | 路環發電廠           |                         |
| 18   | T385                | 蓮花路／蓮花圓形地-1 |                         |
| 19   | C668/2              | 和諧廣場／業興大廈   |                         |
| 20   | C690/3              | 蝴蝶谷大馬路總站     |                         |

## 本線分流路線
- 澳門巴士51A路線
- 澳門巴士51AS路線（已取消）
- 澳門巴士51X路線

## 客量
- 一直以來，石排灣來往關閘的需求均非常高，故本線客量自開設以來都非常高。經過多次延長服務時間及加密班距後，仍然座無虛席，經常出現多部巴士到站上落客的情況。因此，新福利把車隊內僅存一部的掛接巴士（車隊編號YL01）常駐本線，以提升載客量。為港澳地區唯一有此安排的路線。

## 圖片集

### 25F路線時期

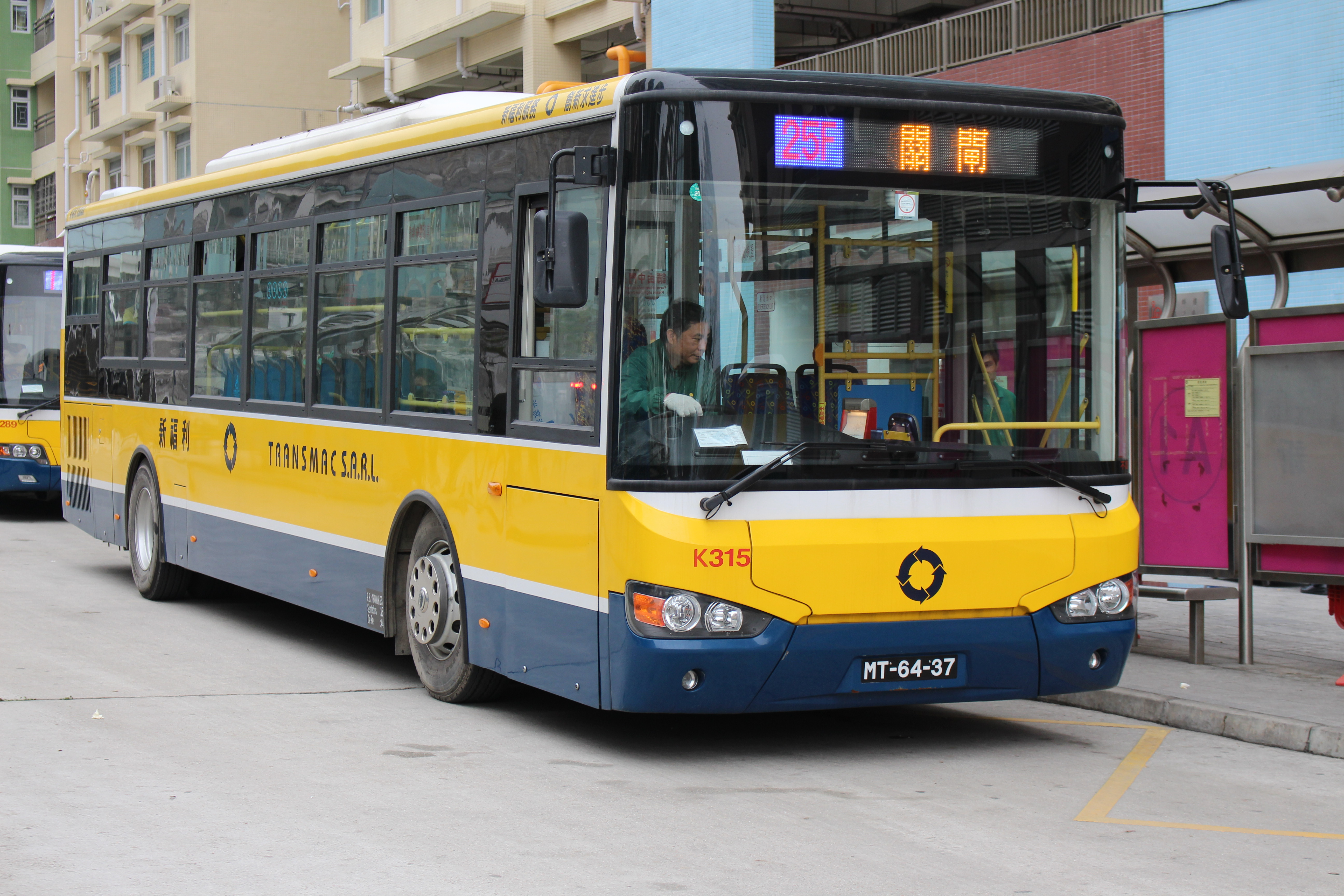
蘇州金龍KLQ6129GQE4
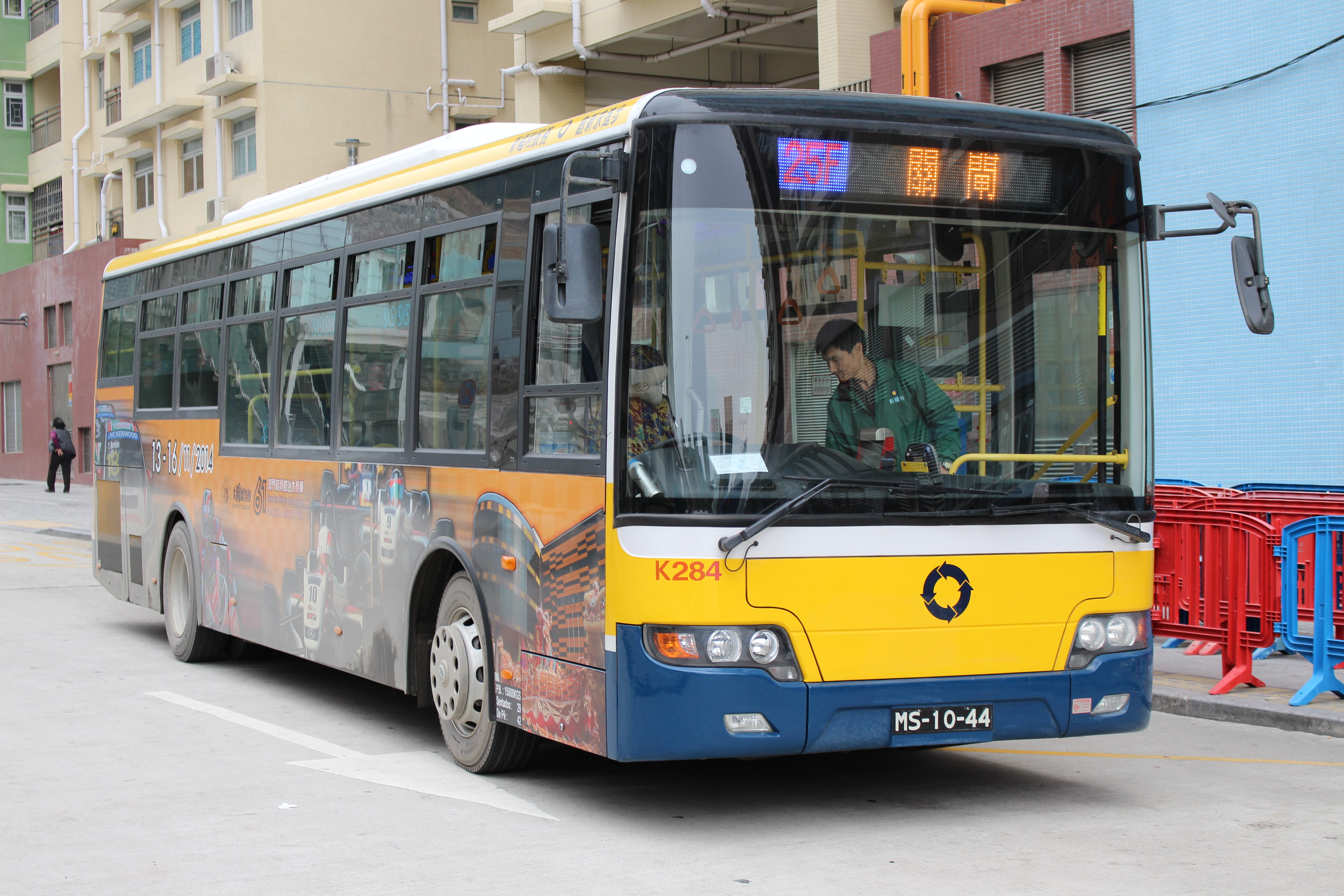
蘇州金龍KLQ6108GQ28E4

### 51路線時期

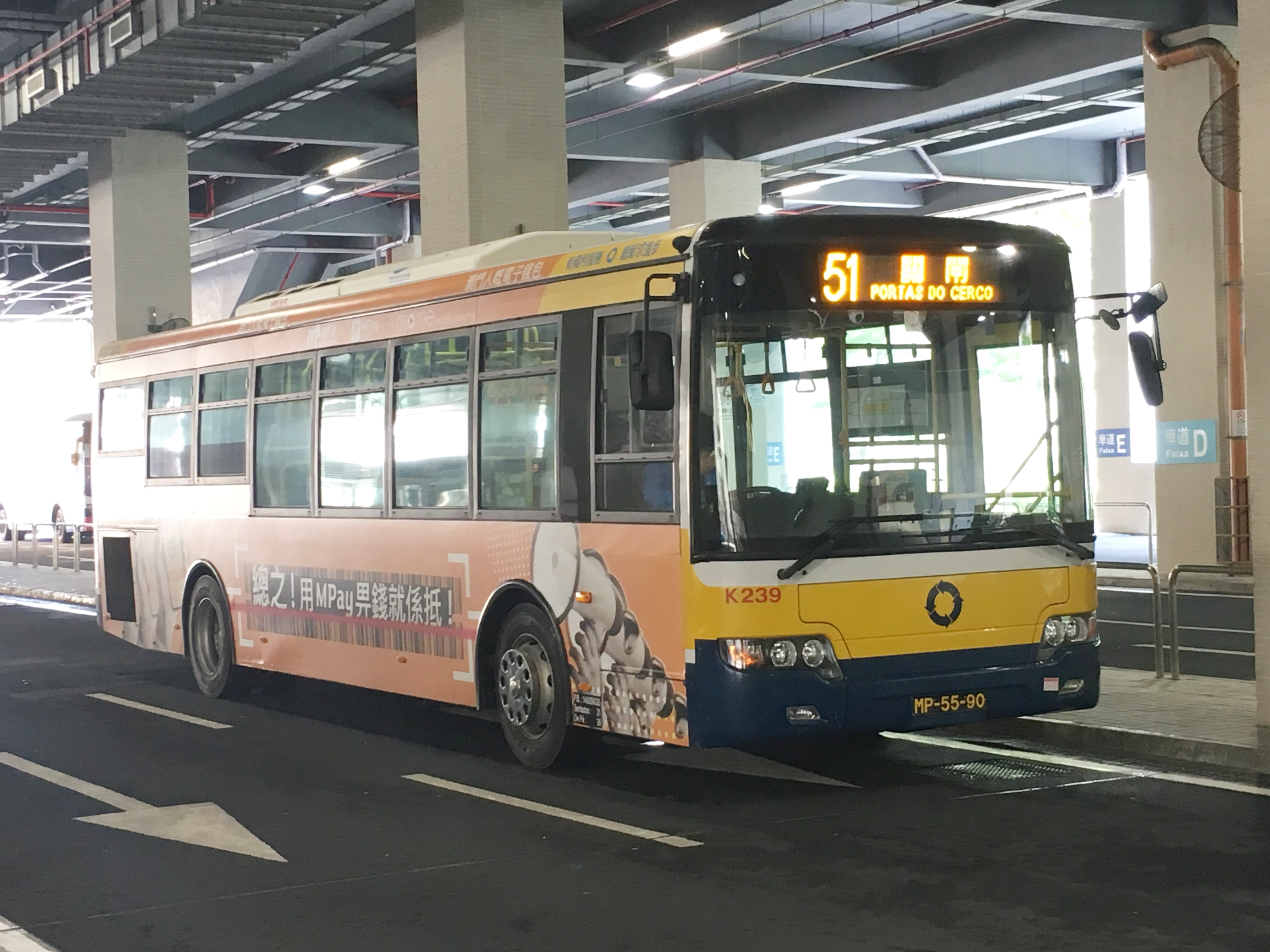
蘇州金龍KLQ6108GQ30
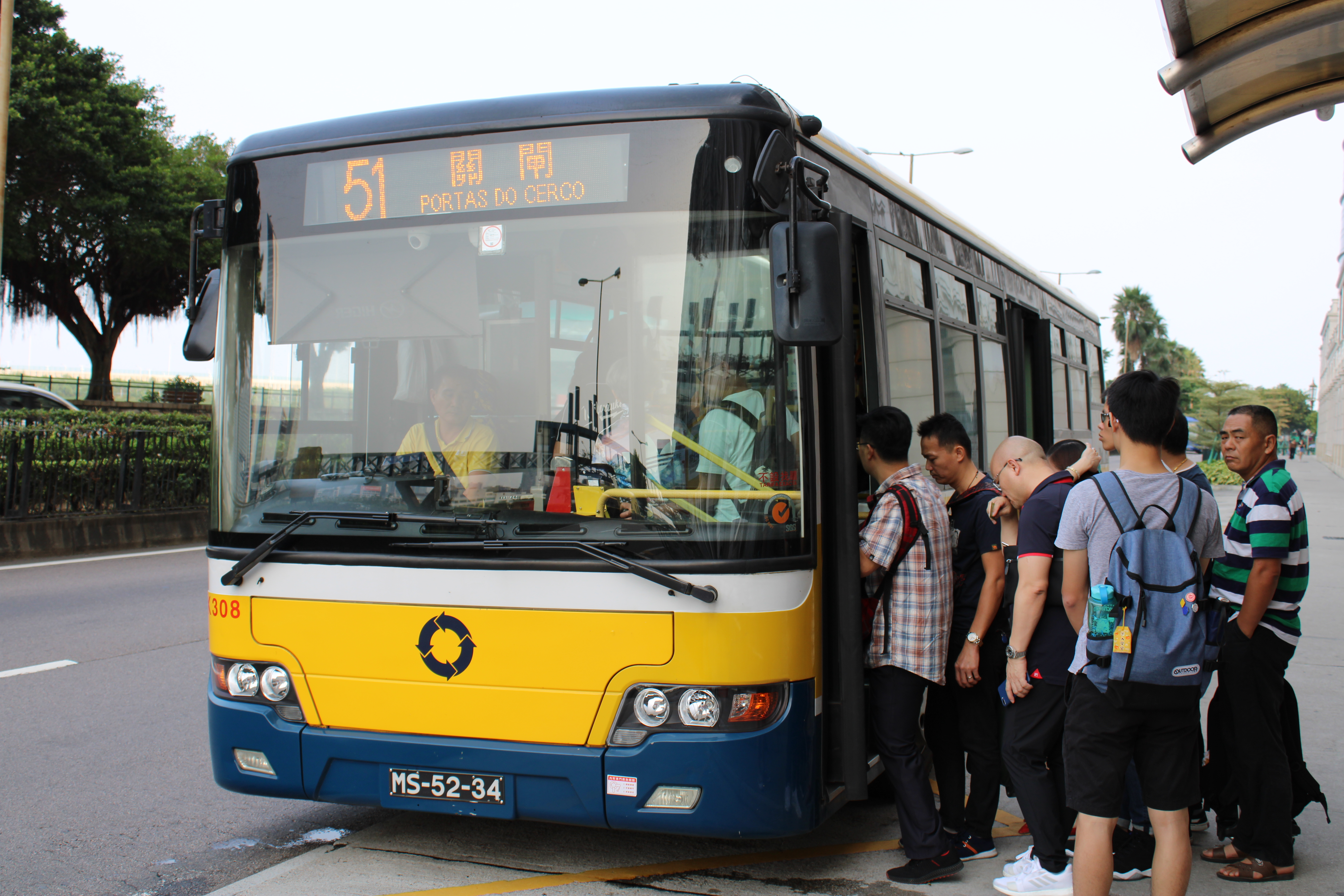
蘇州金龍KLQ6108GQ28E4
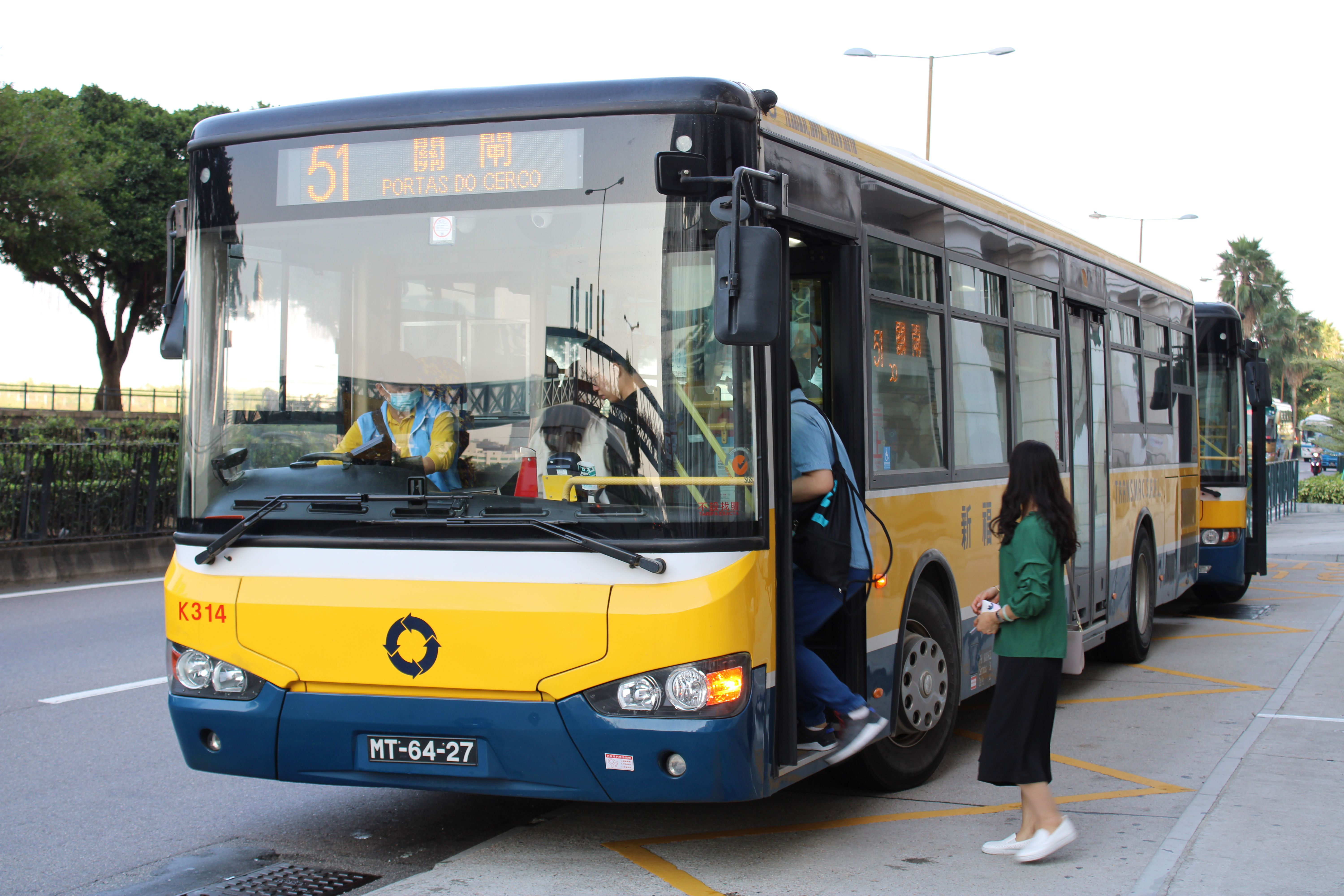
蘇州金龍KLQ6129GQE4
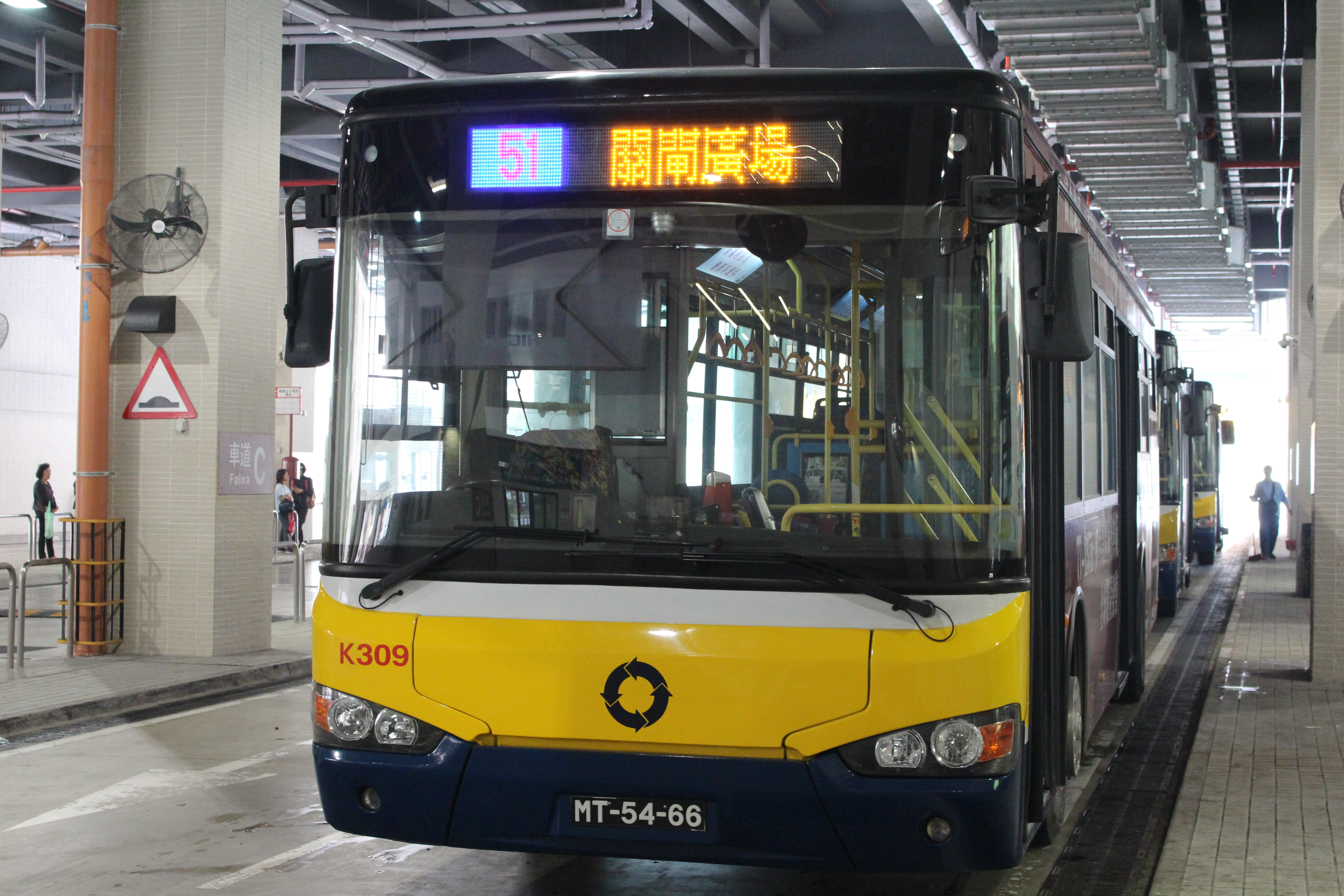
蘇州金龍KLQ6129GQE4
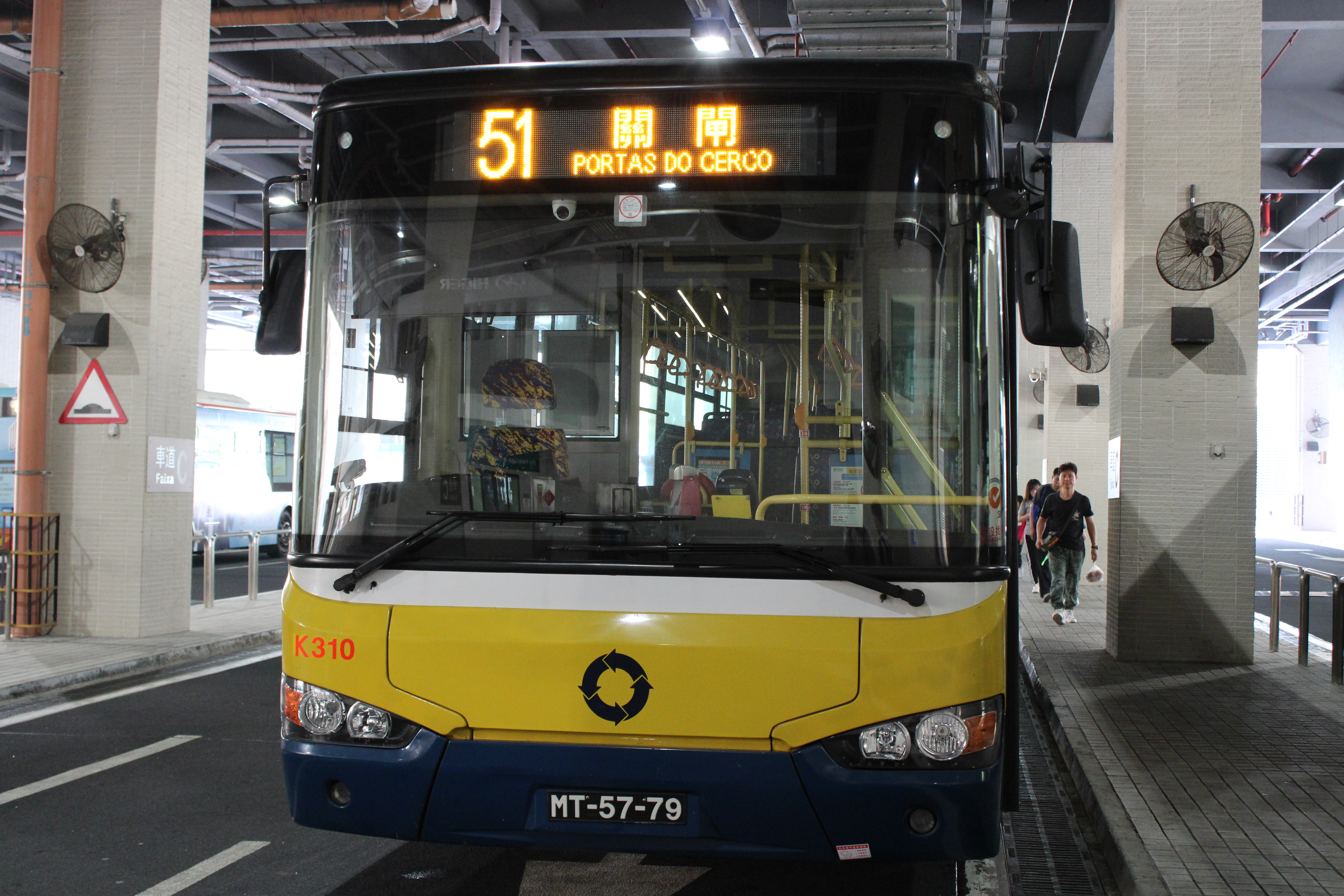
蘇州金龍KLQ6129GQE4
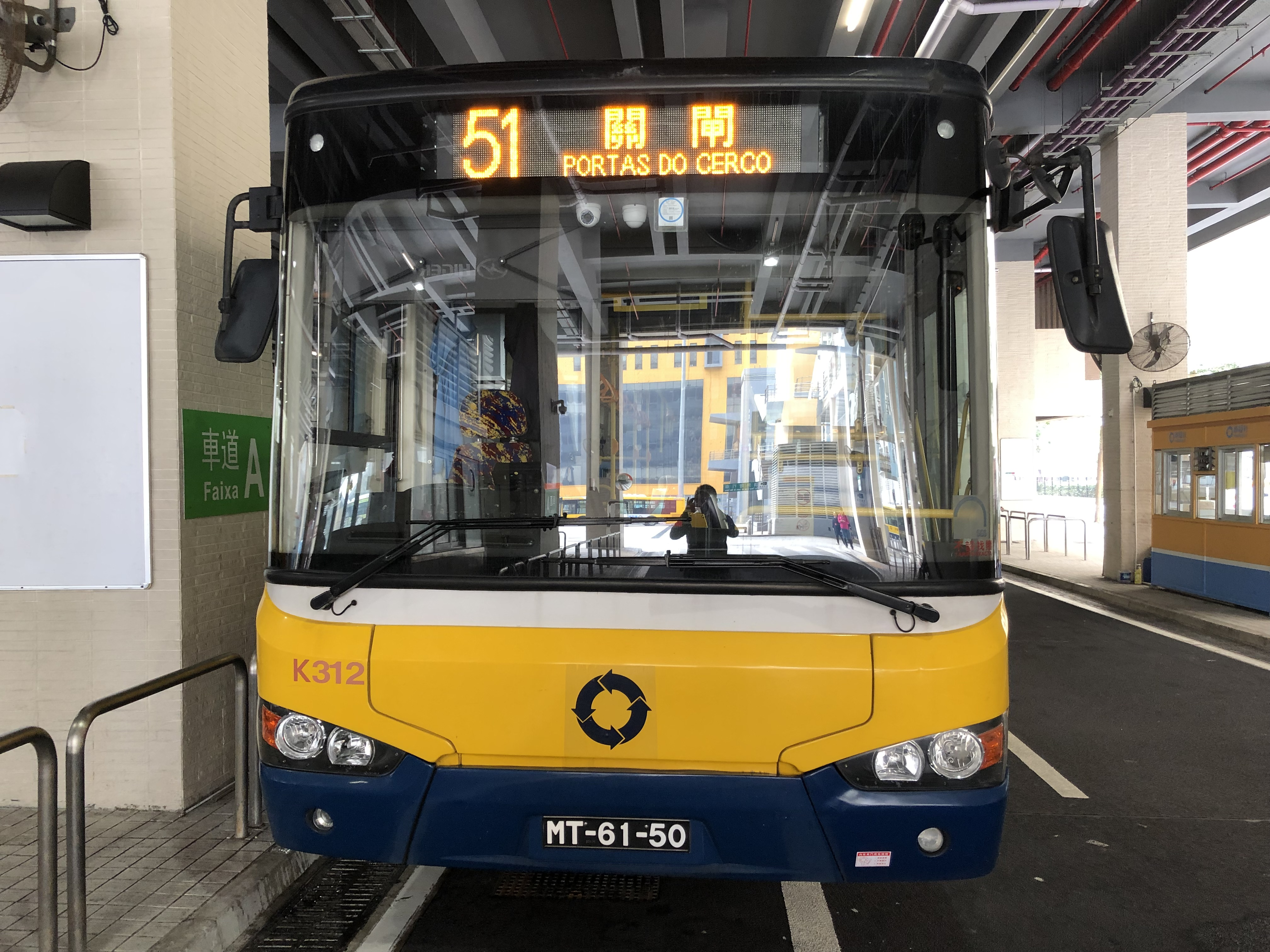
蘇州金龍KLQ6129GQE4
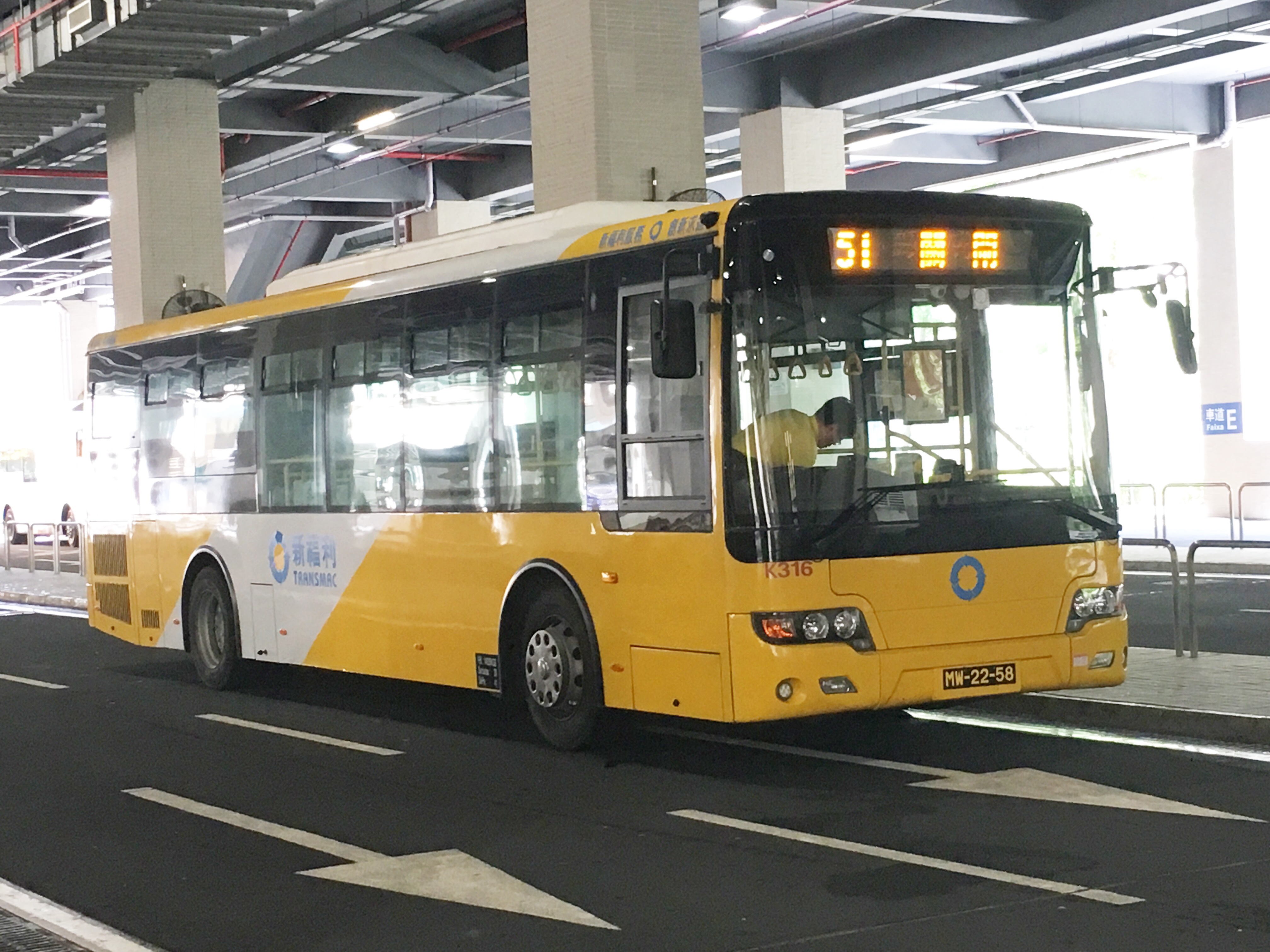
蘇州金龍KLQ6108GQ28E4
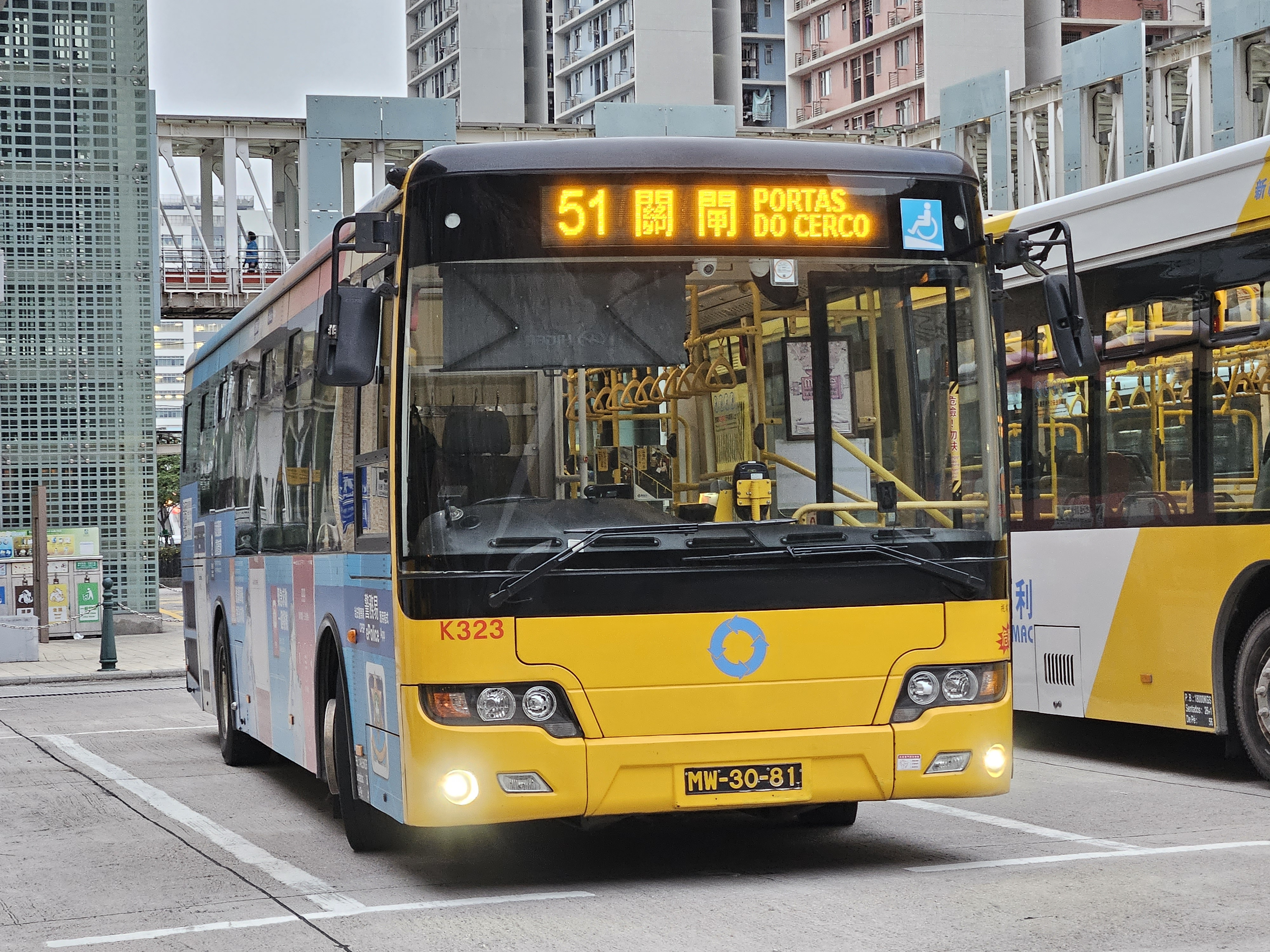
蘇州金龍KLQ6108GQ28E4
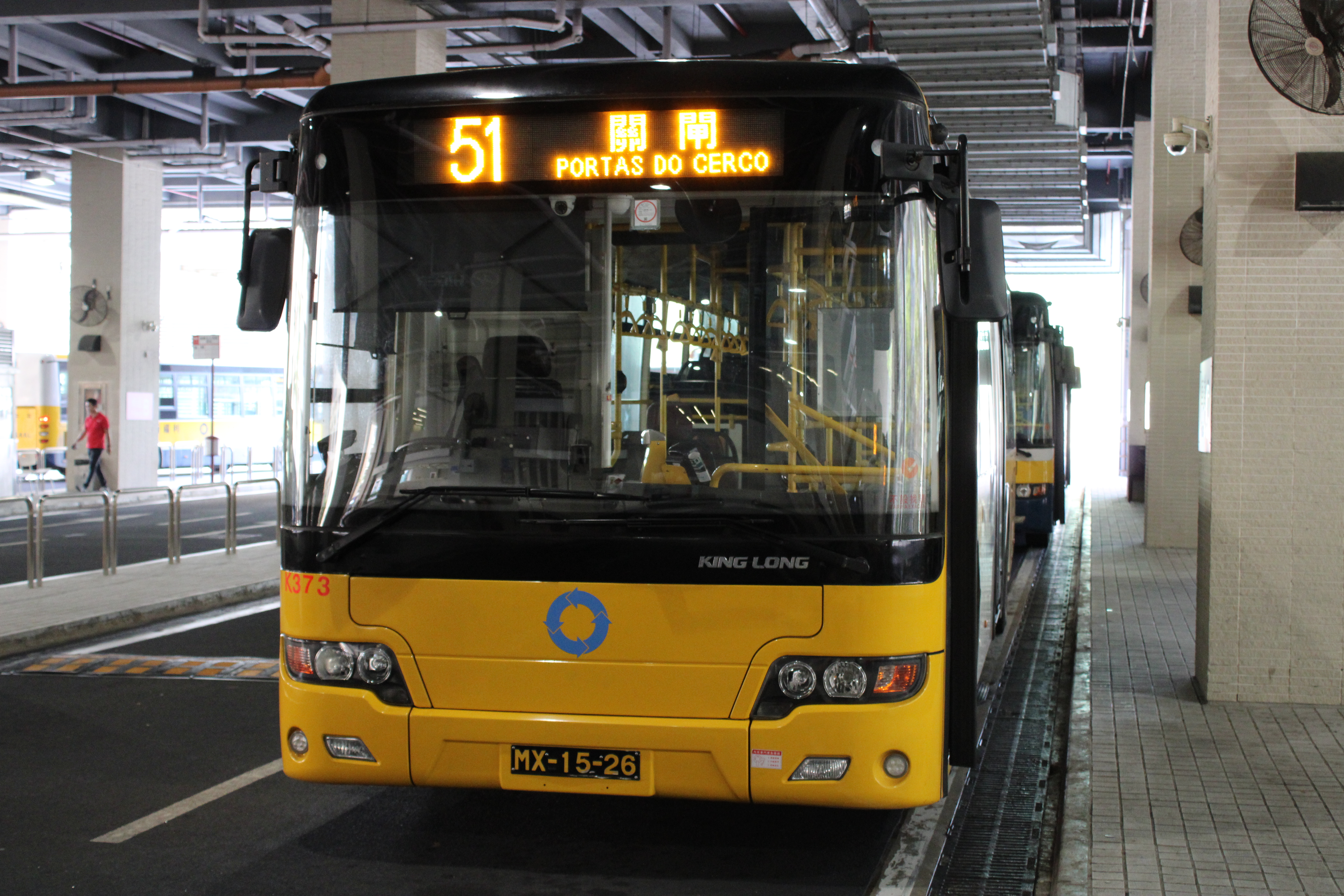
蘇州金龍KLQ6108GQE5
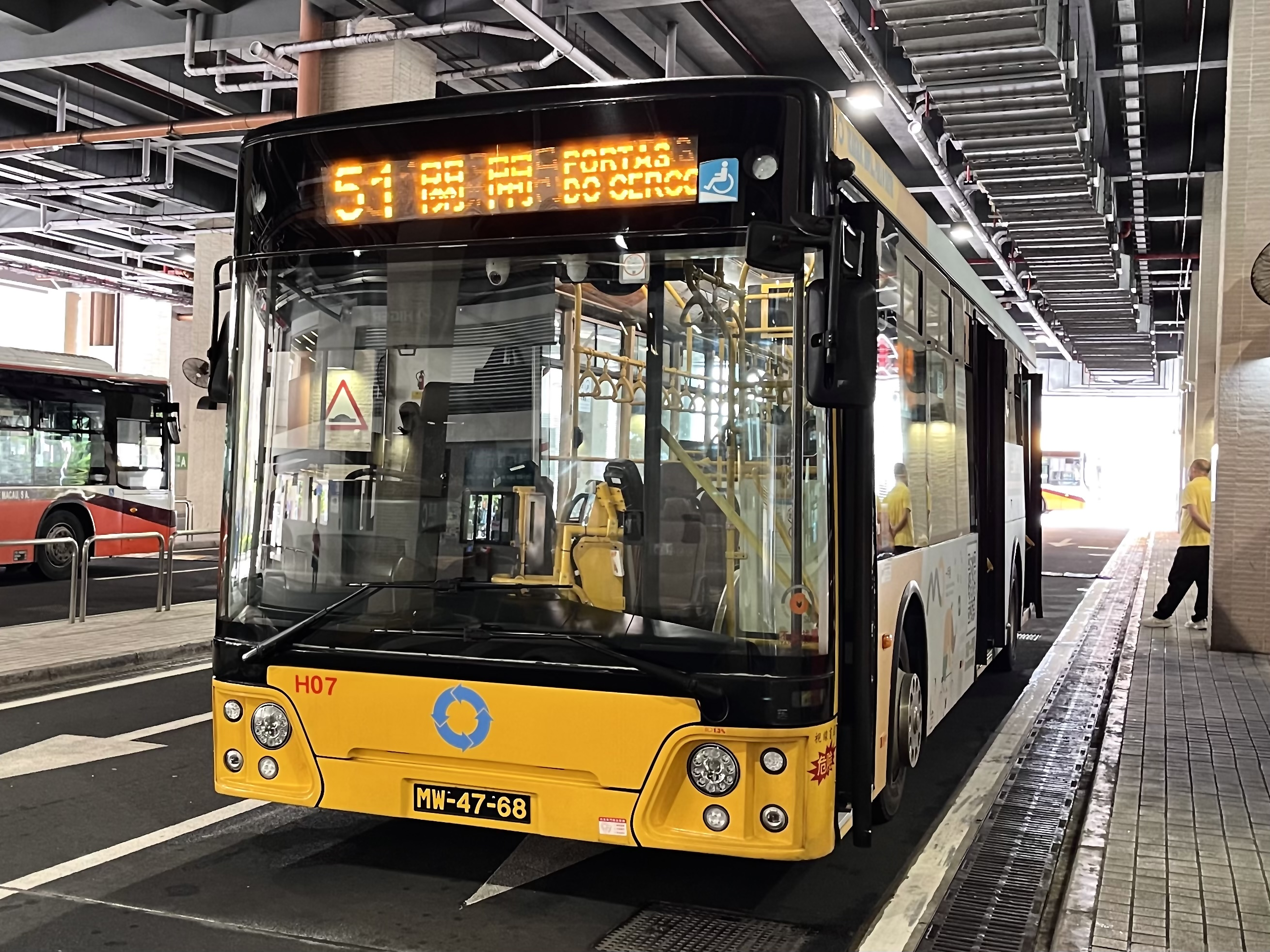
蘇州金龍KLQ6115GQ
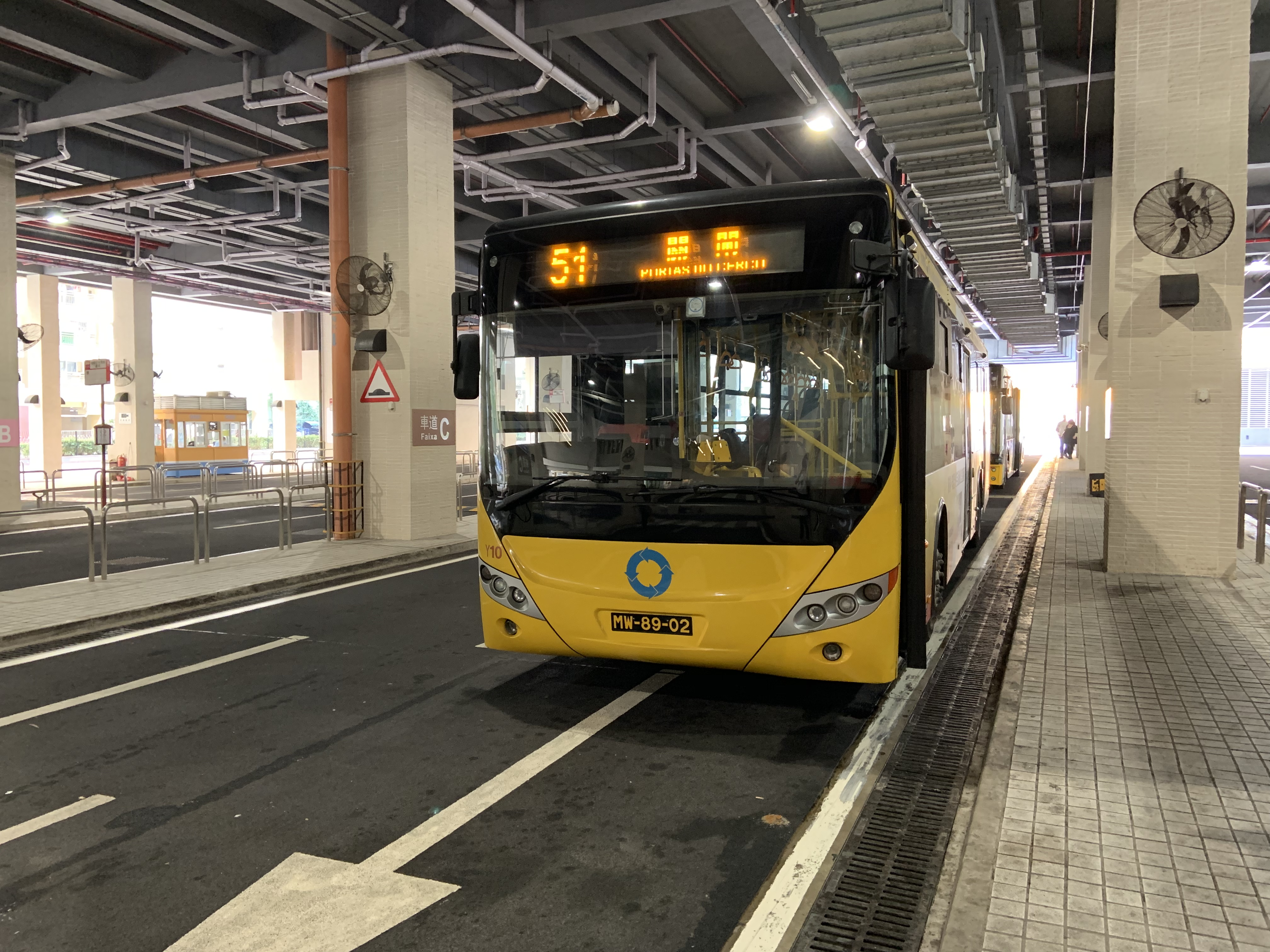
宇通ZK6128HG
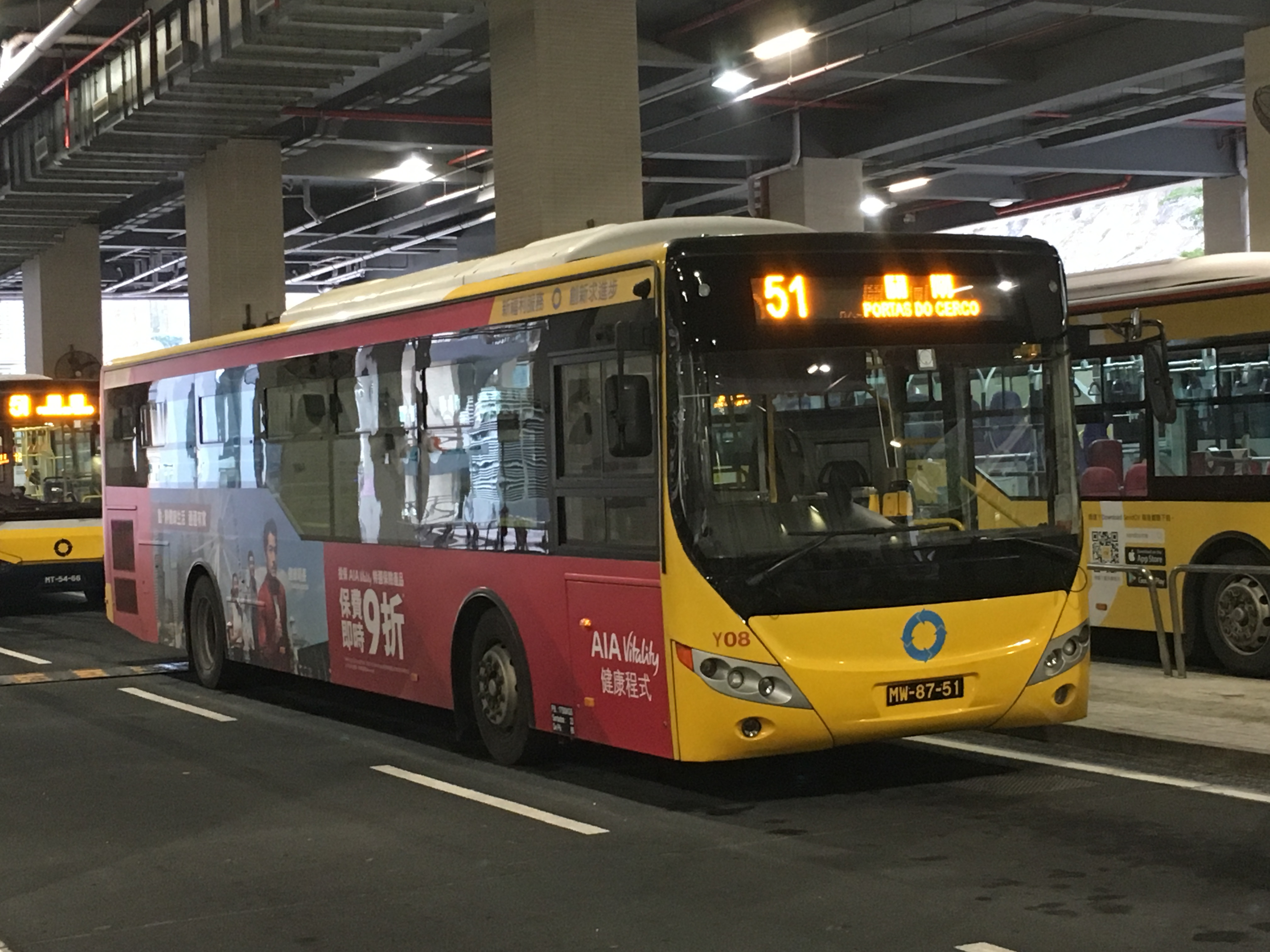
宇通ZK6128HG
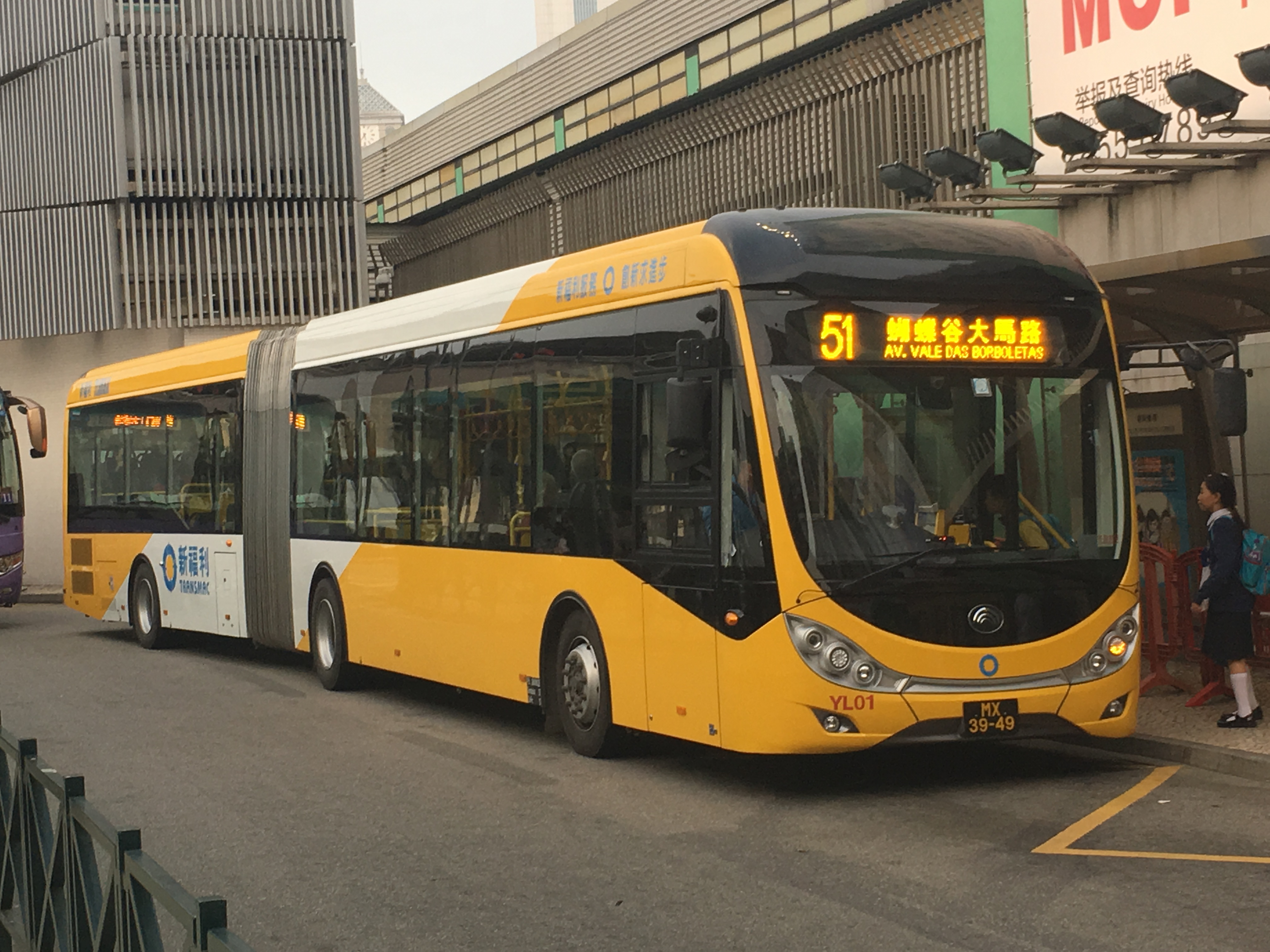
宇通ZK6180HGH
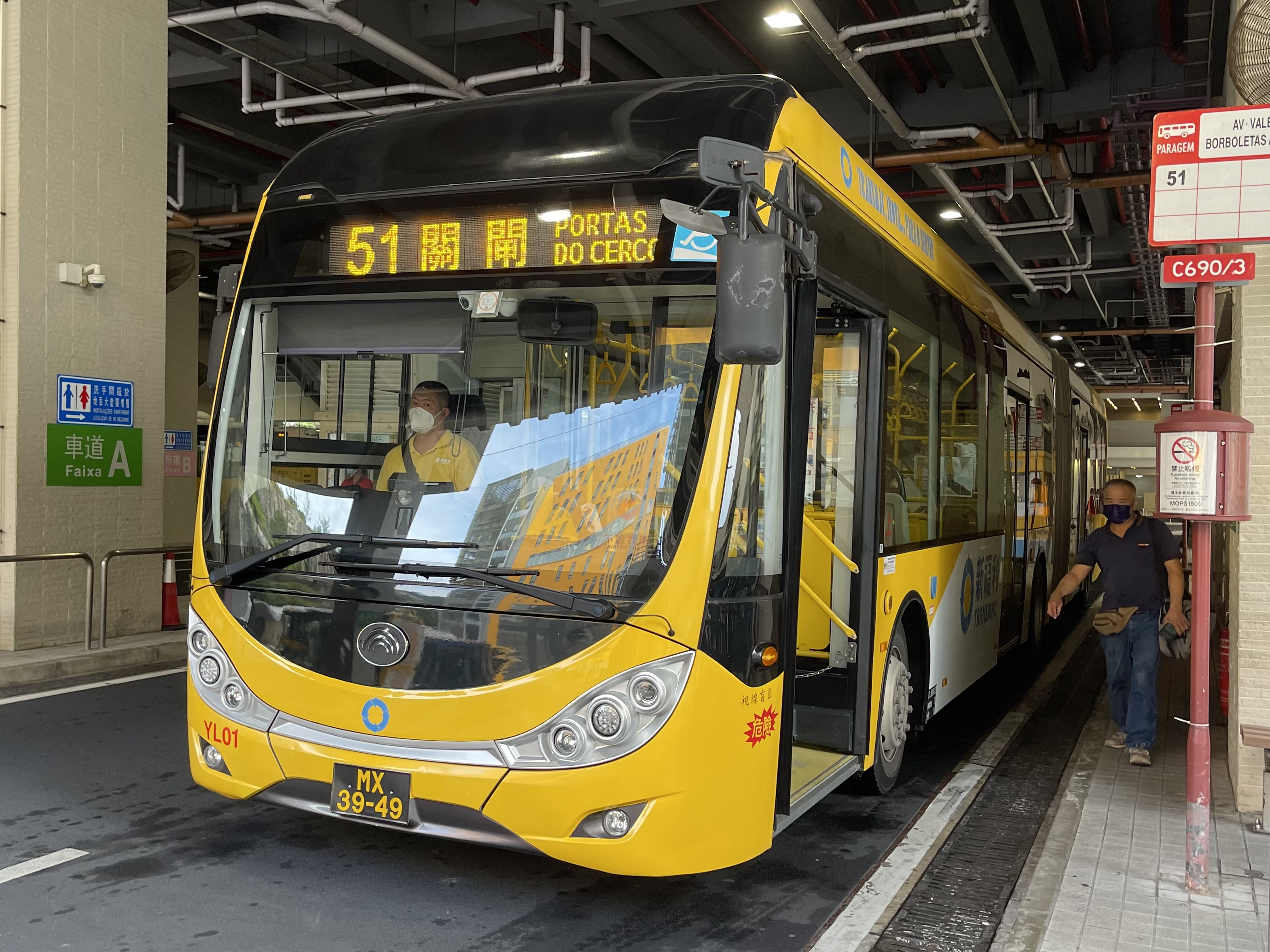
宇通ZK6180HGH
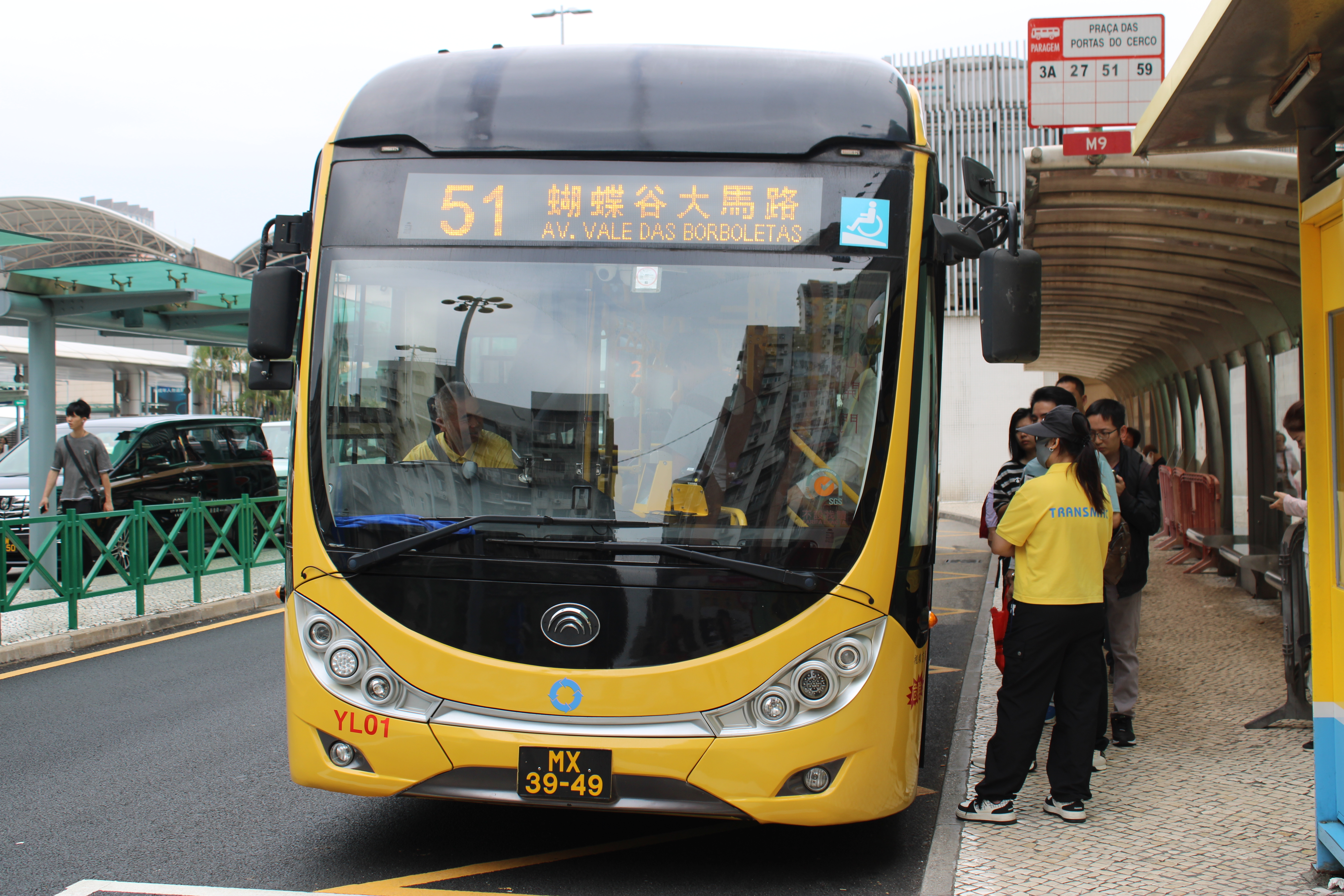
宇通ZK6180HGH
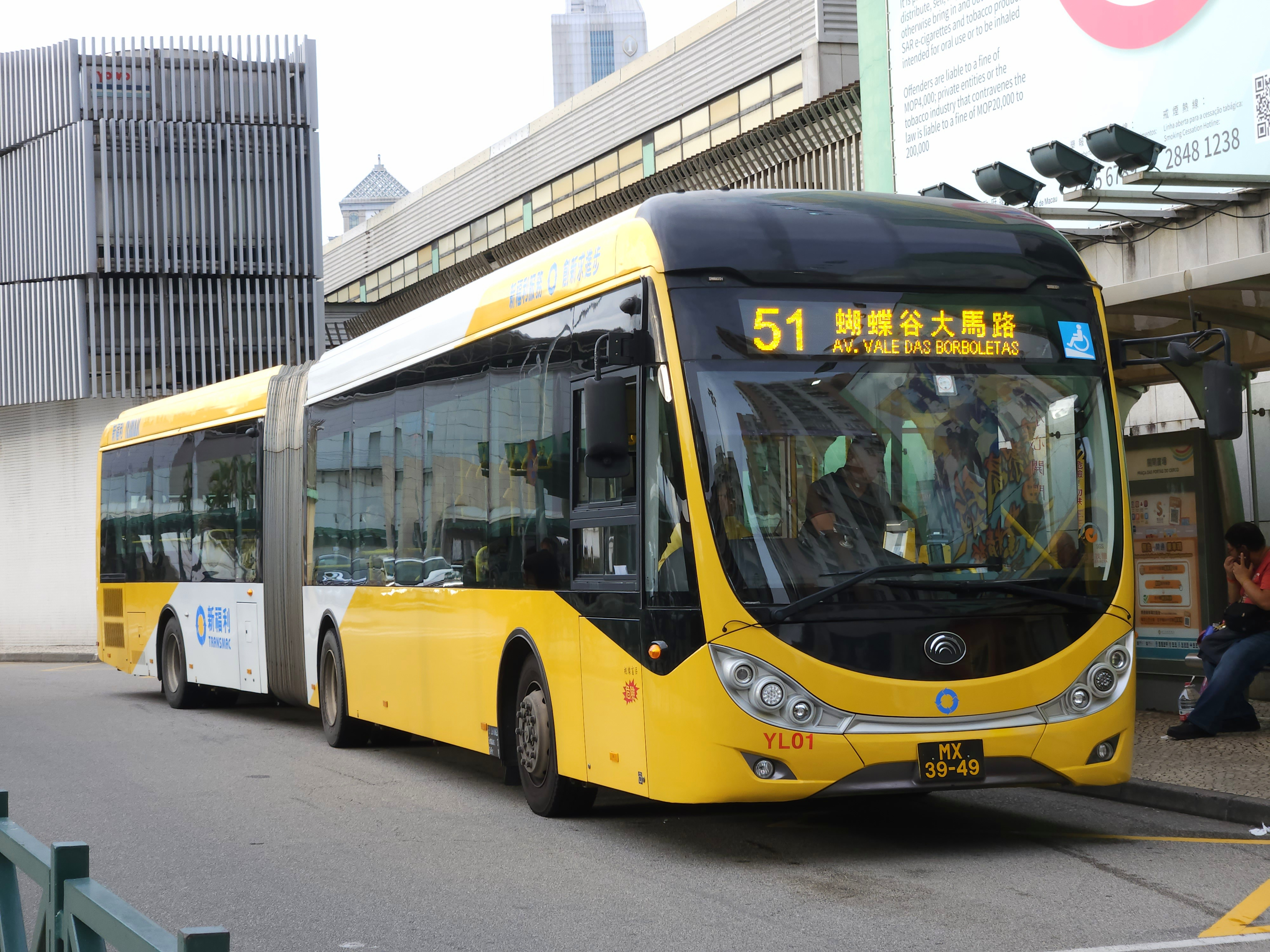
宇通ZK6180HGH
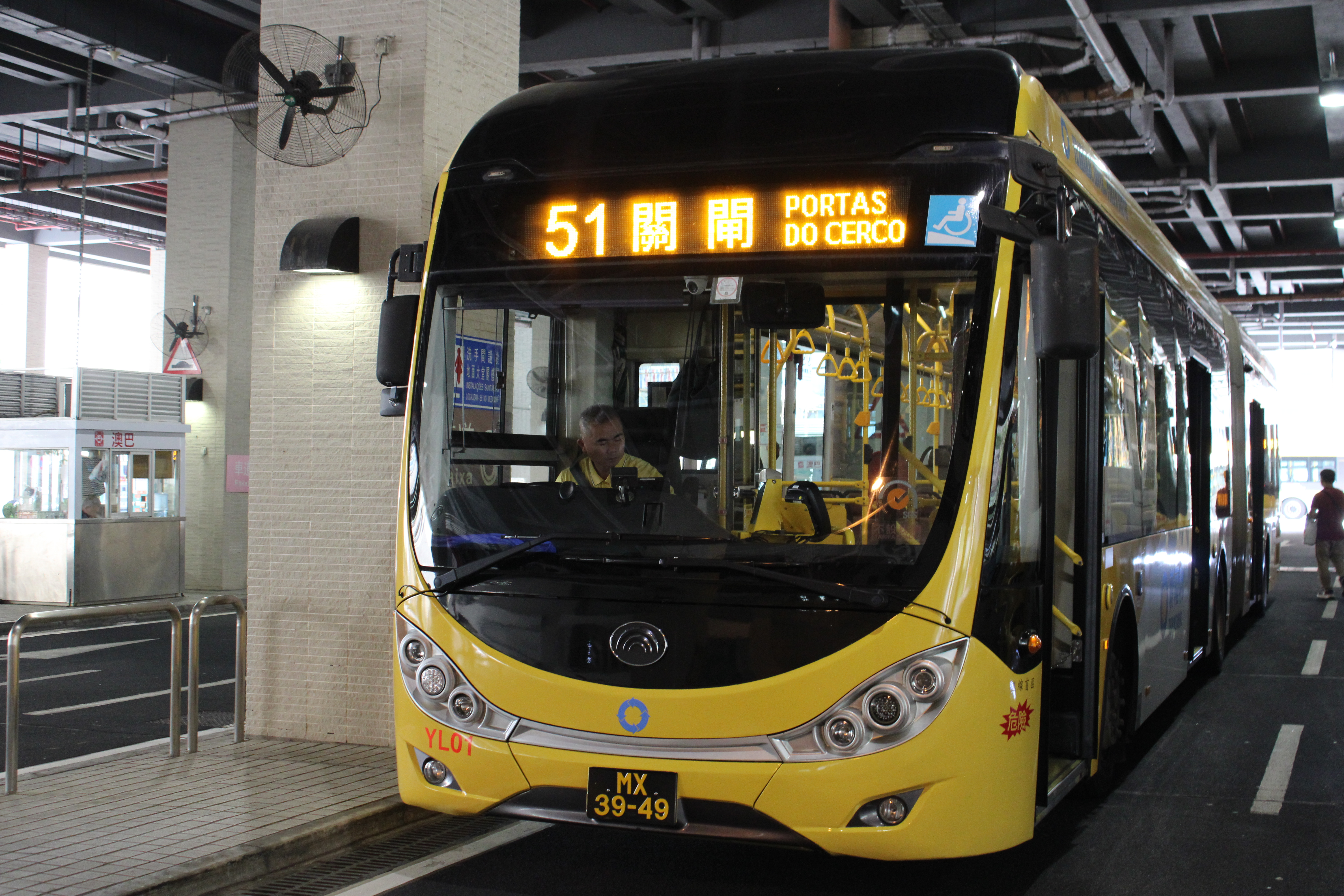
宇通ZK6180HGH
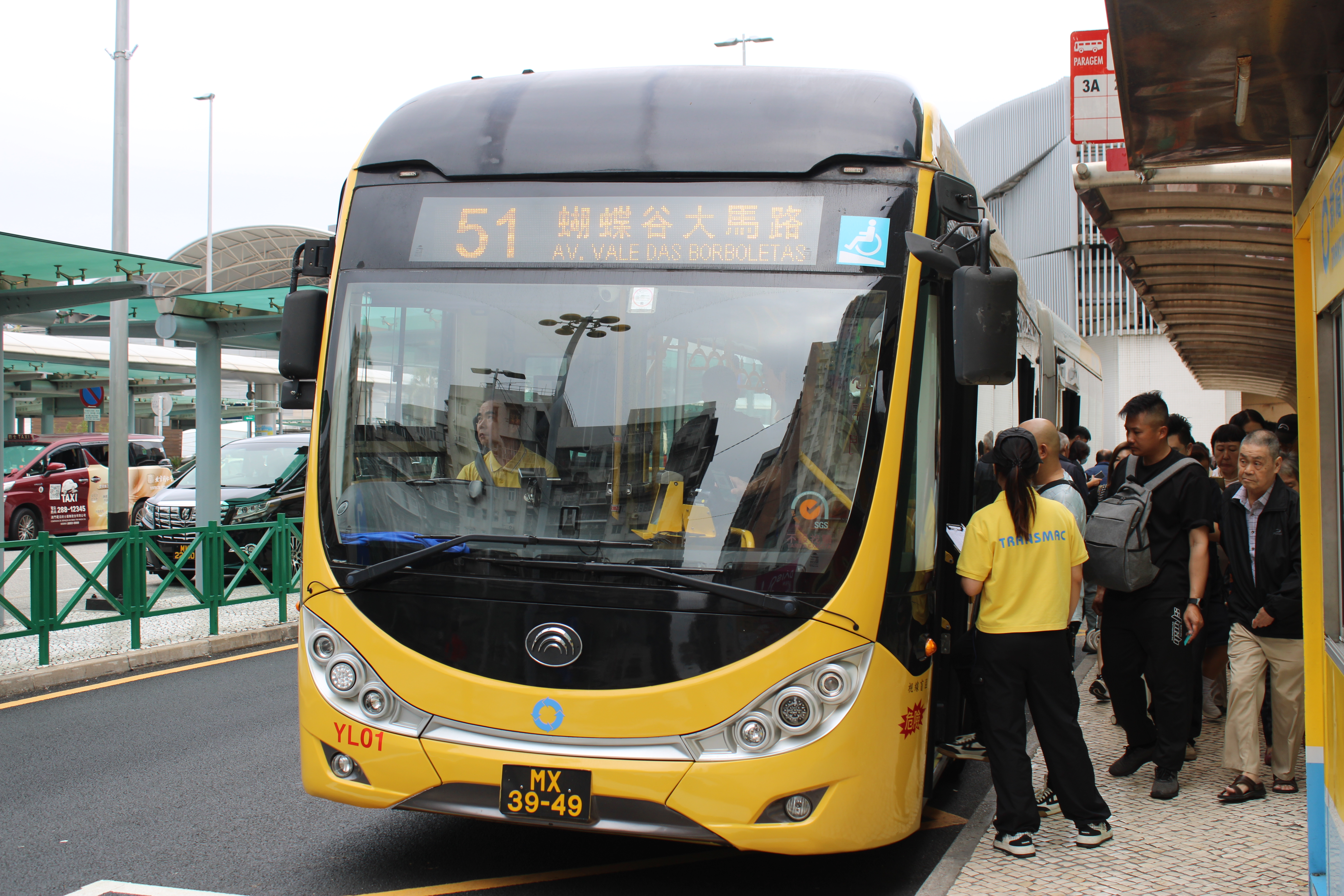
宇通ZK6180HGH
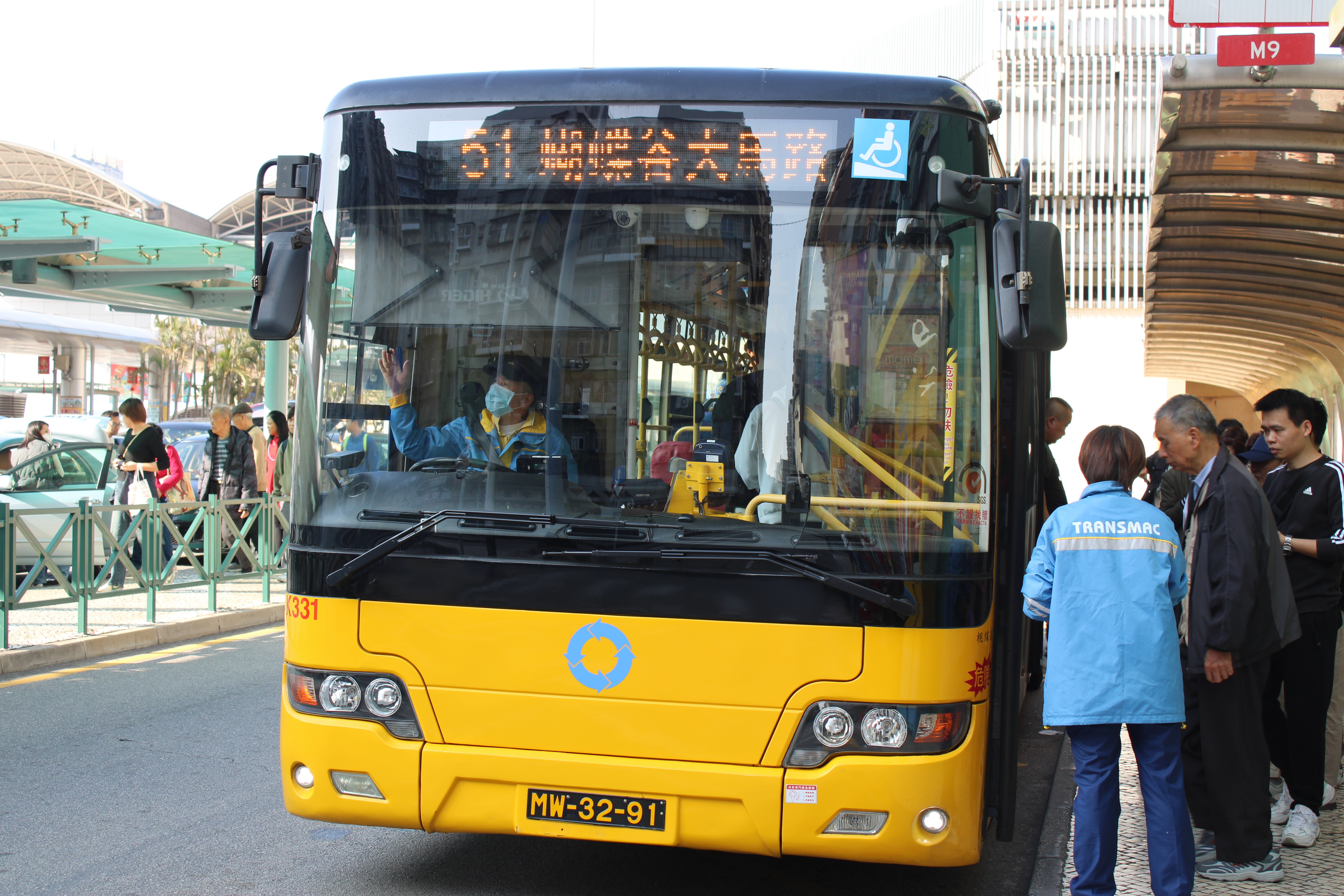
蘇州金龍KLQ6108GQ28E4
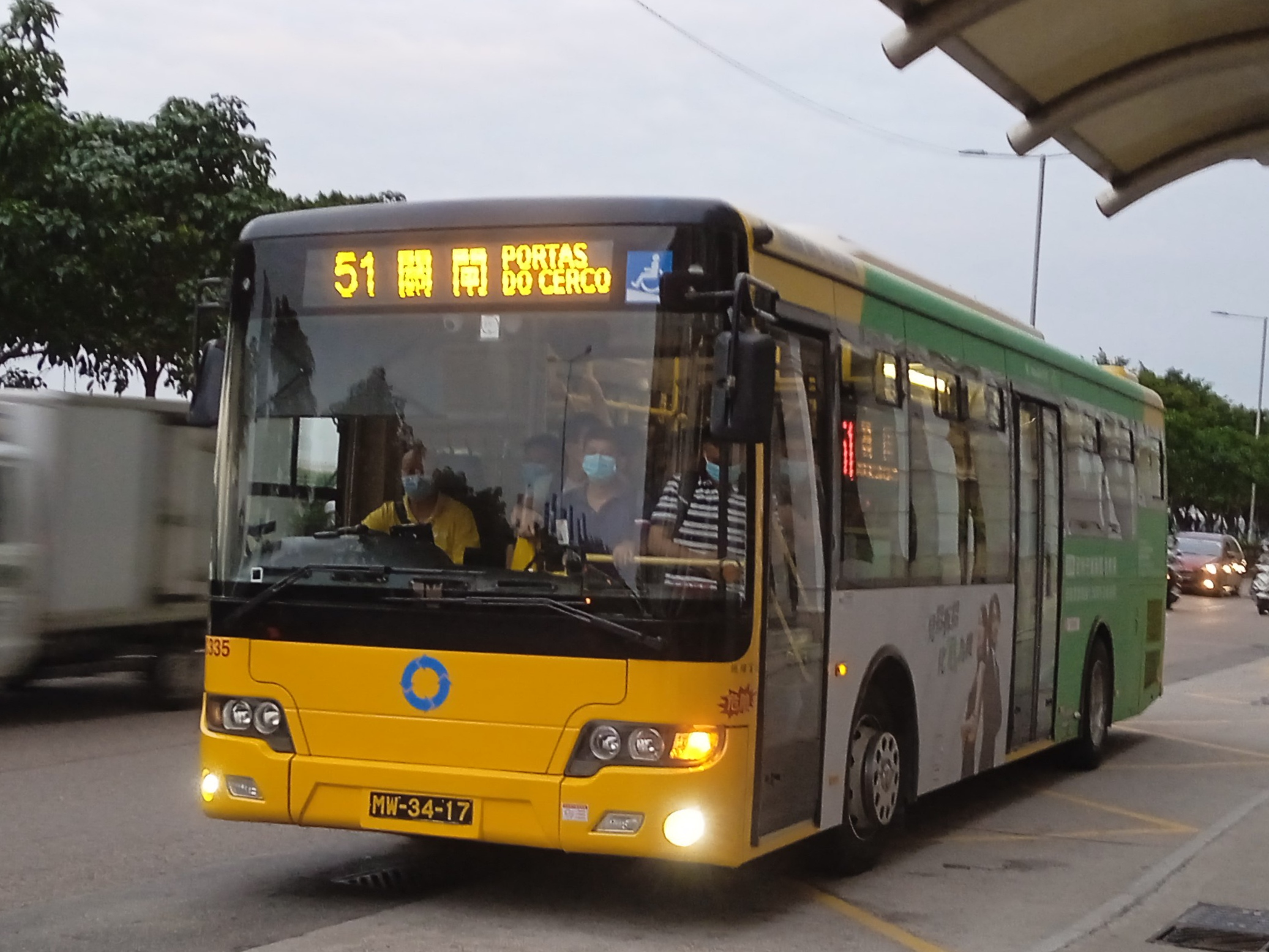
蘇州金龍KLQ6108GQ28E4
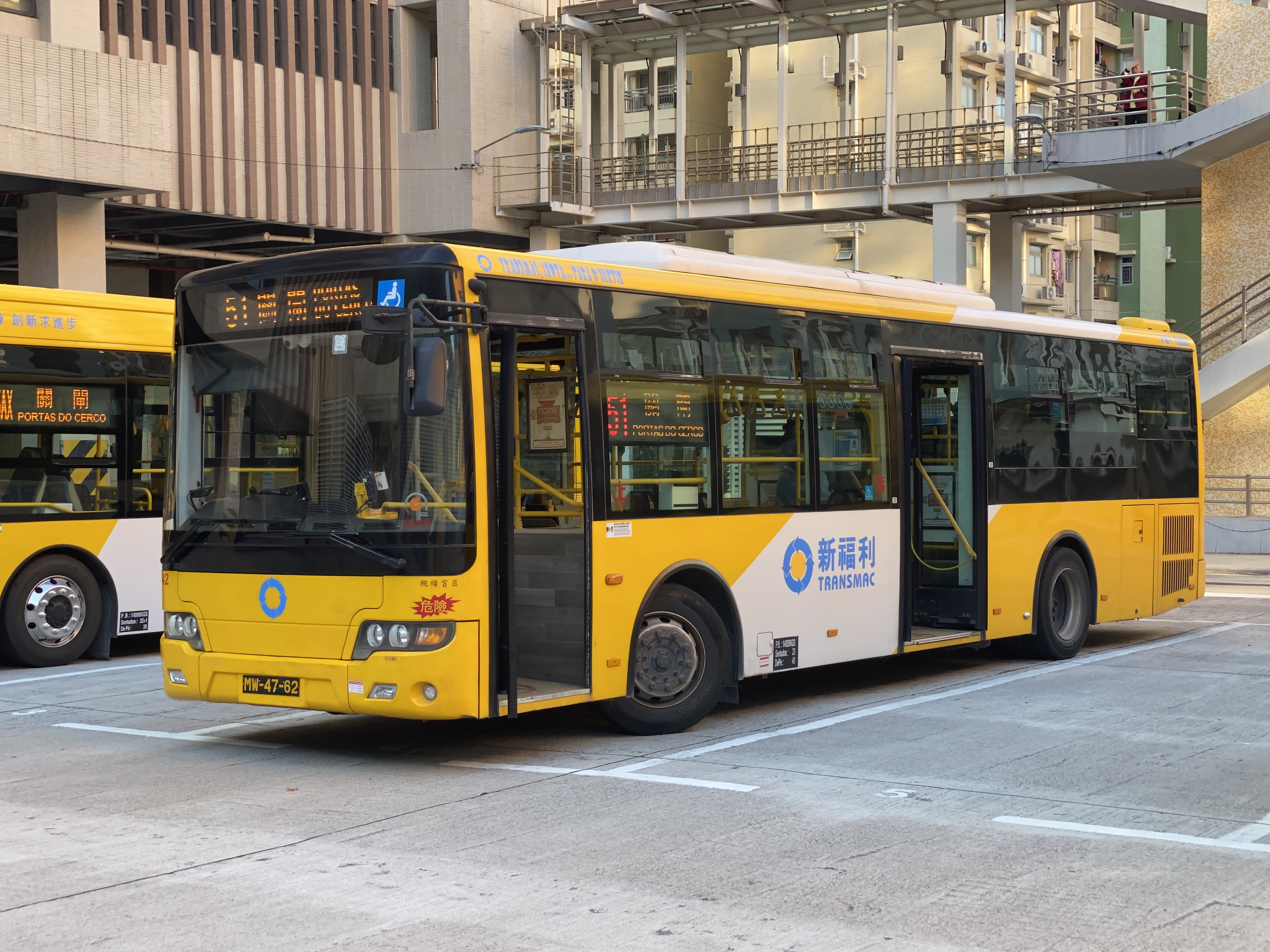
蘇州金龍KLQ6108GQE5
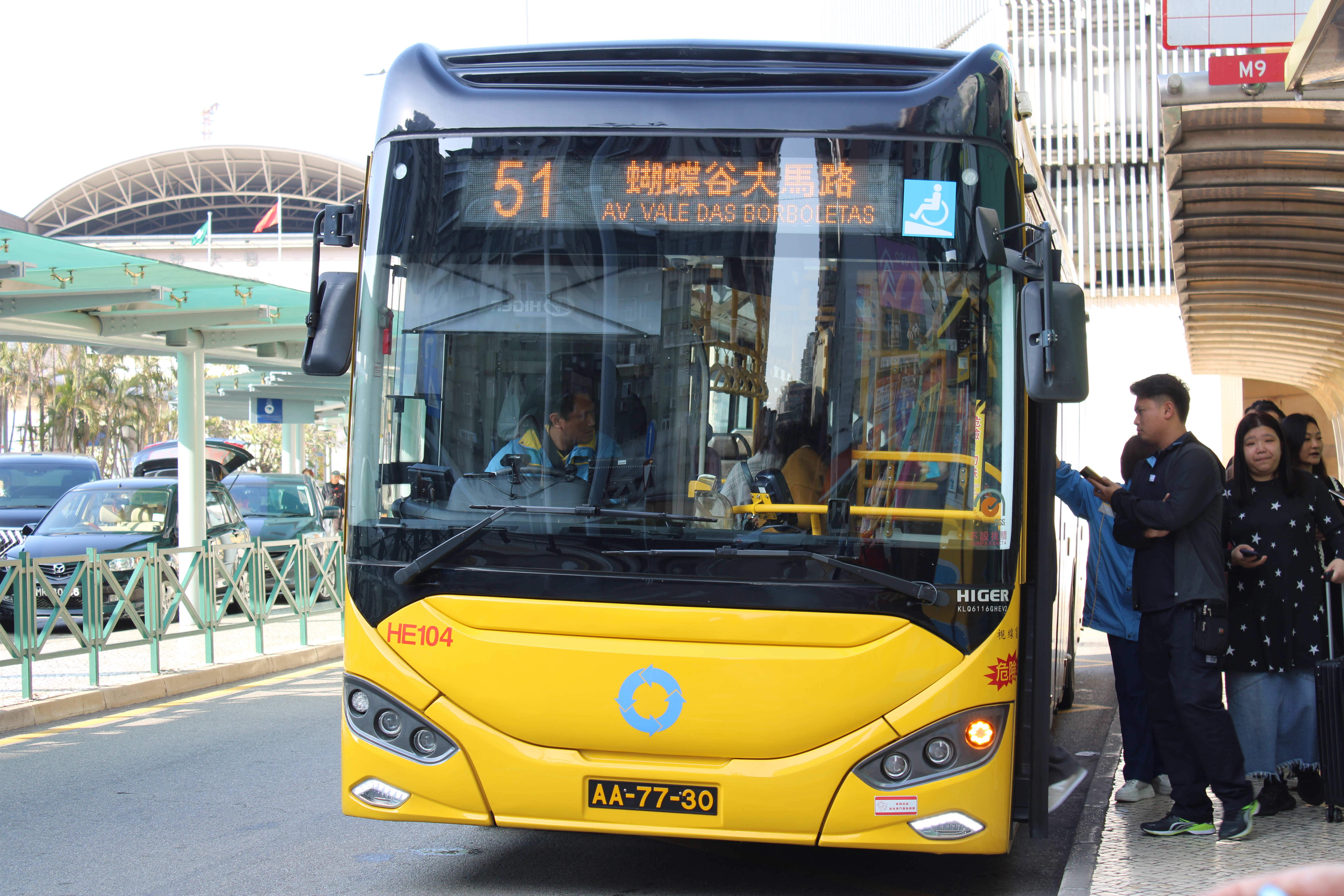
蘇州金龍KLQ6116GHEV2
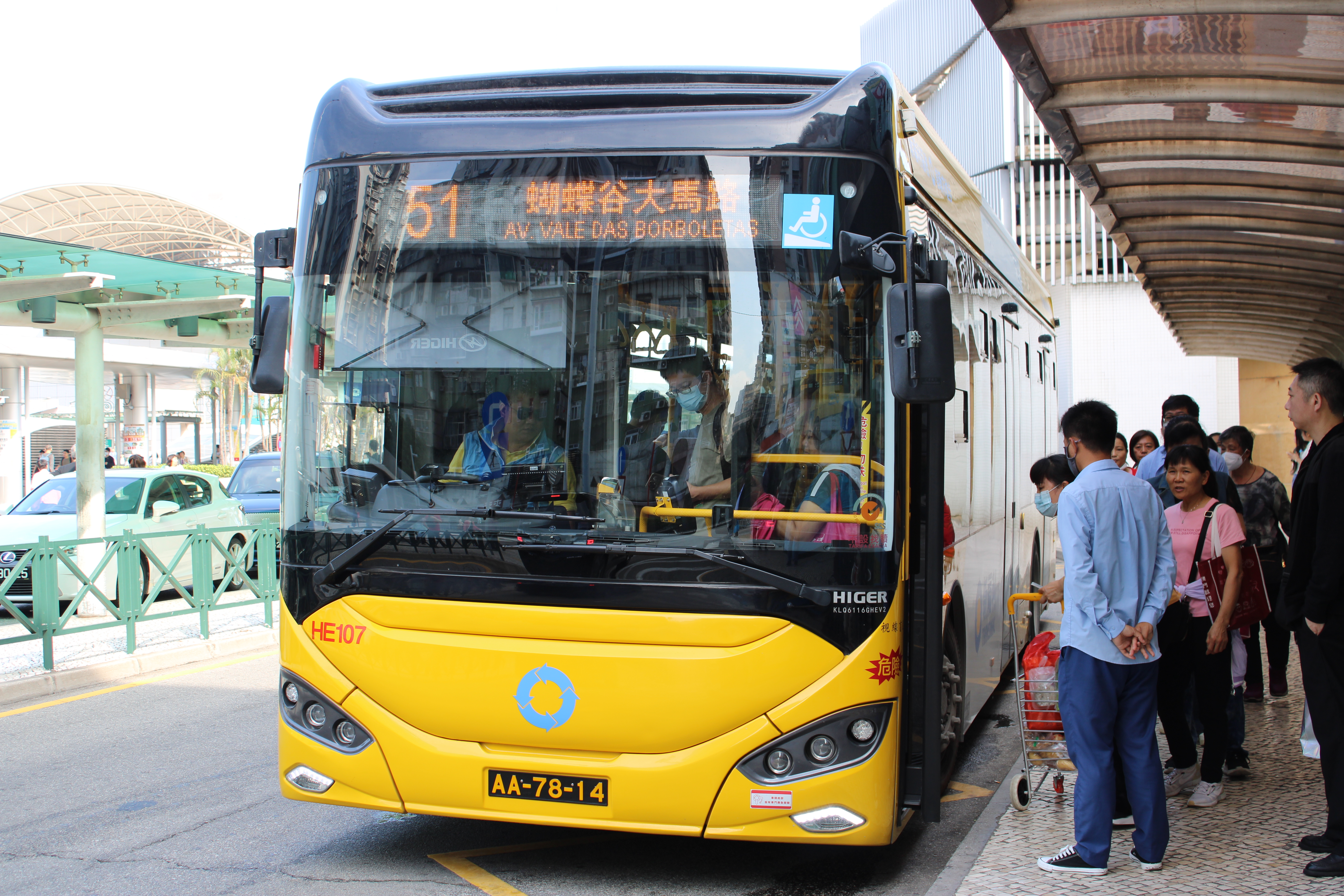
蘇州金龍KLQ6116GHEV2
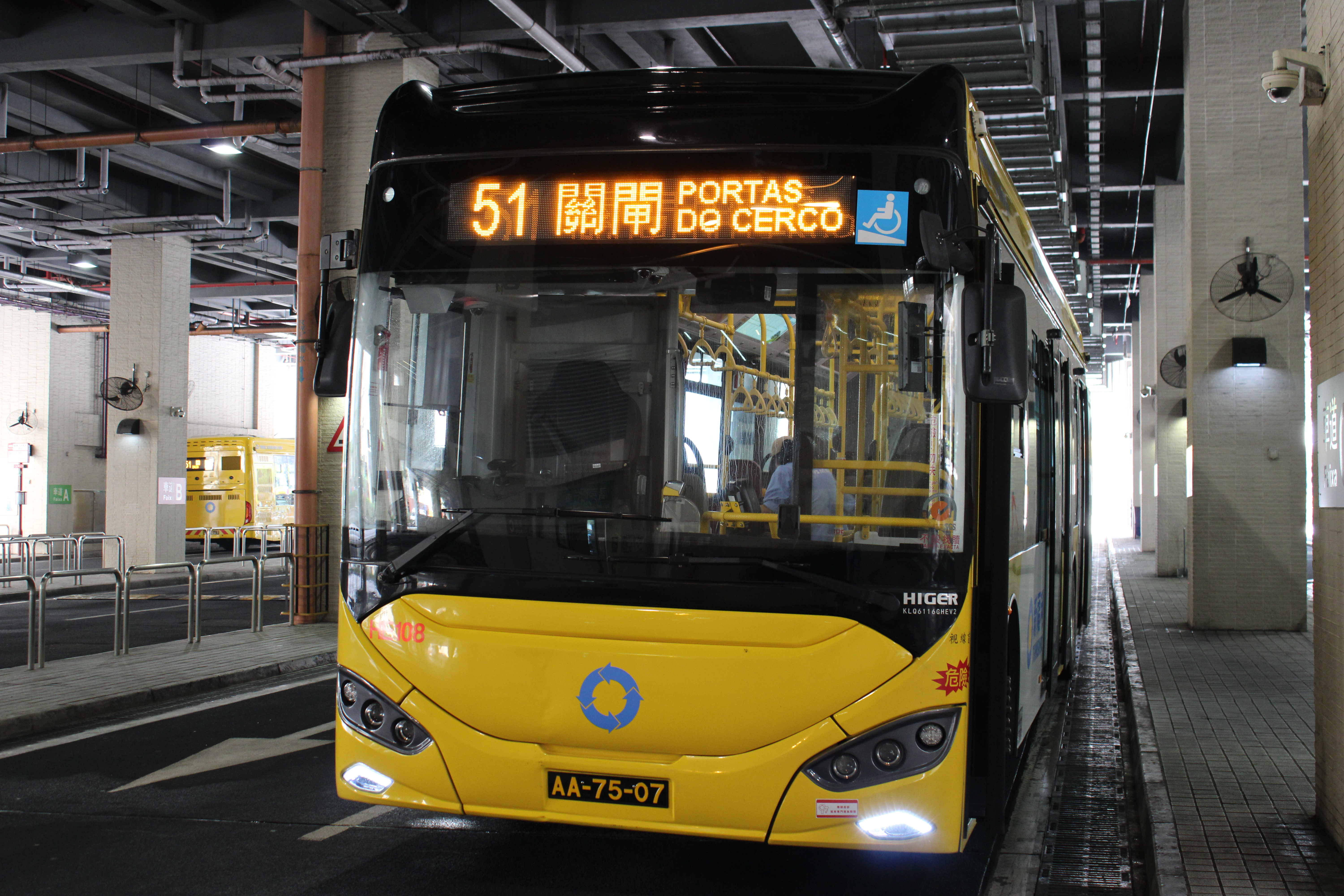
蘇州金龍KLQ6116GHEV2
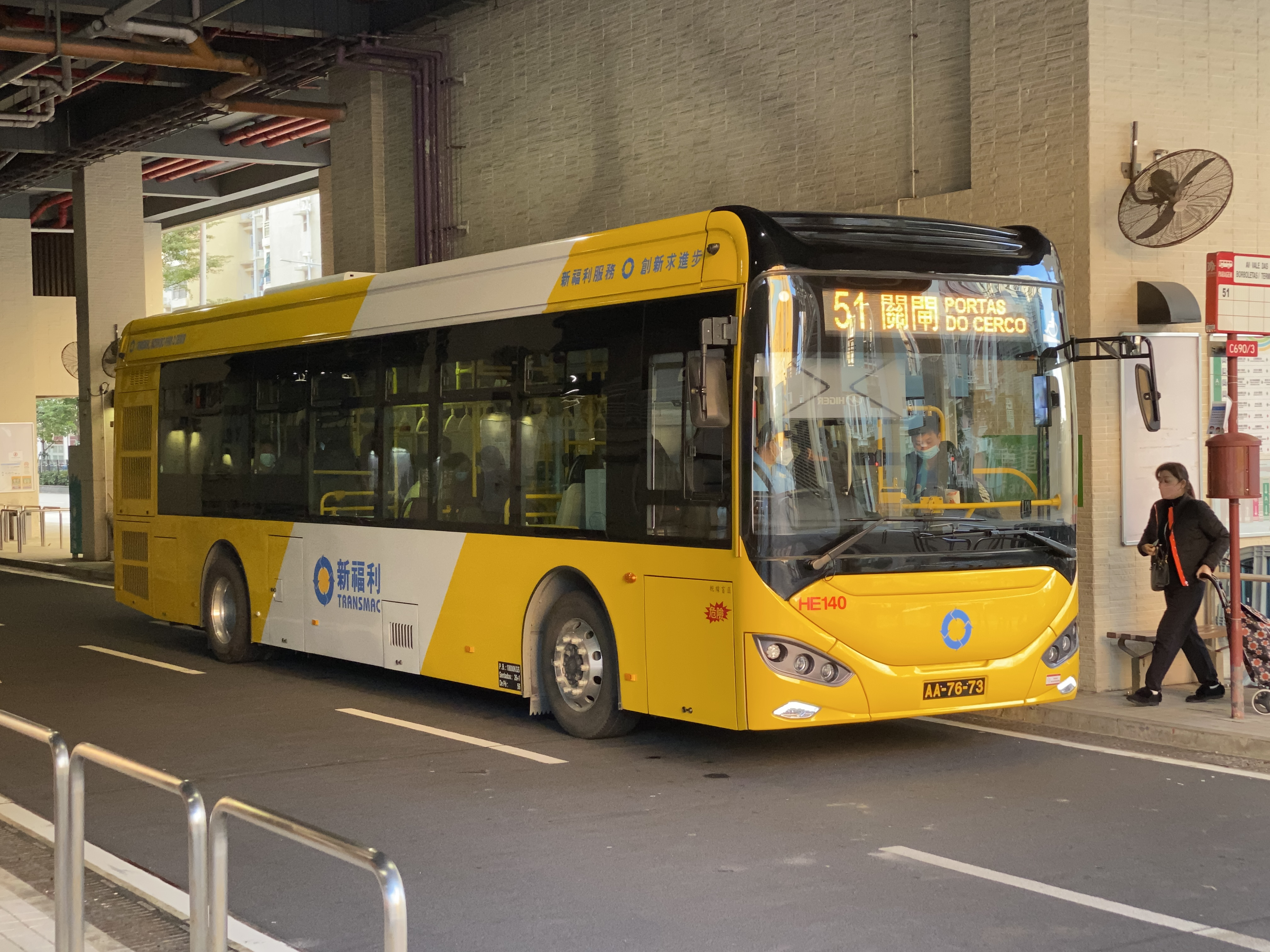
蘇州金龍KLQ6116GHEV2
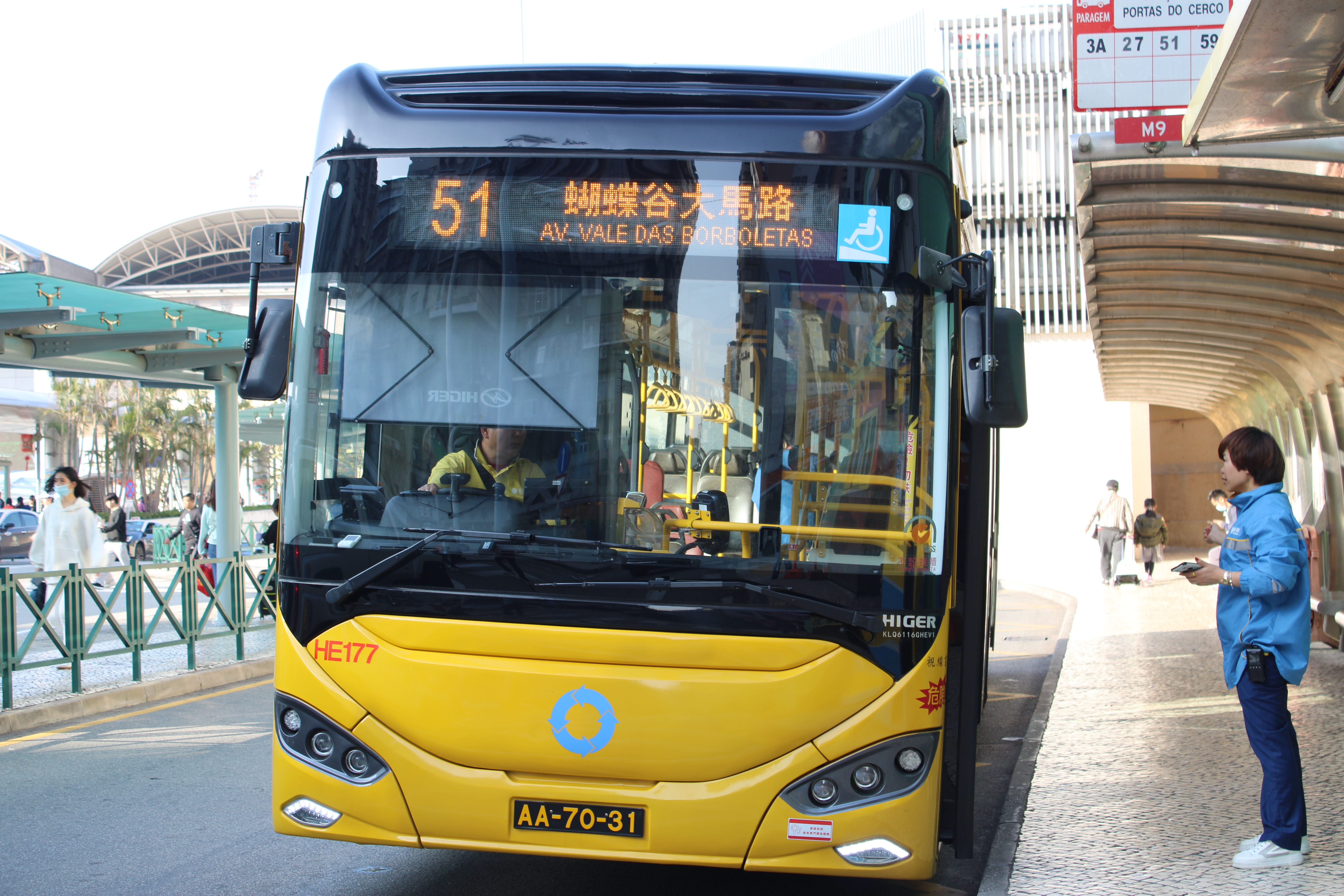
蘇州金龍KLQ6116GHEV1
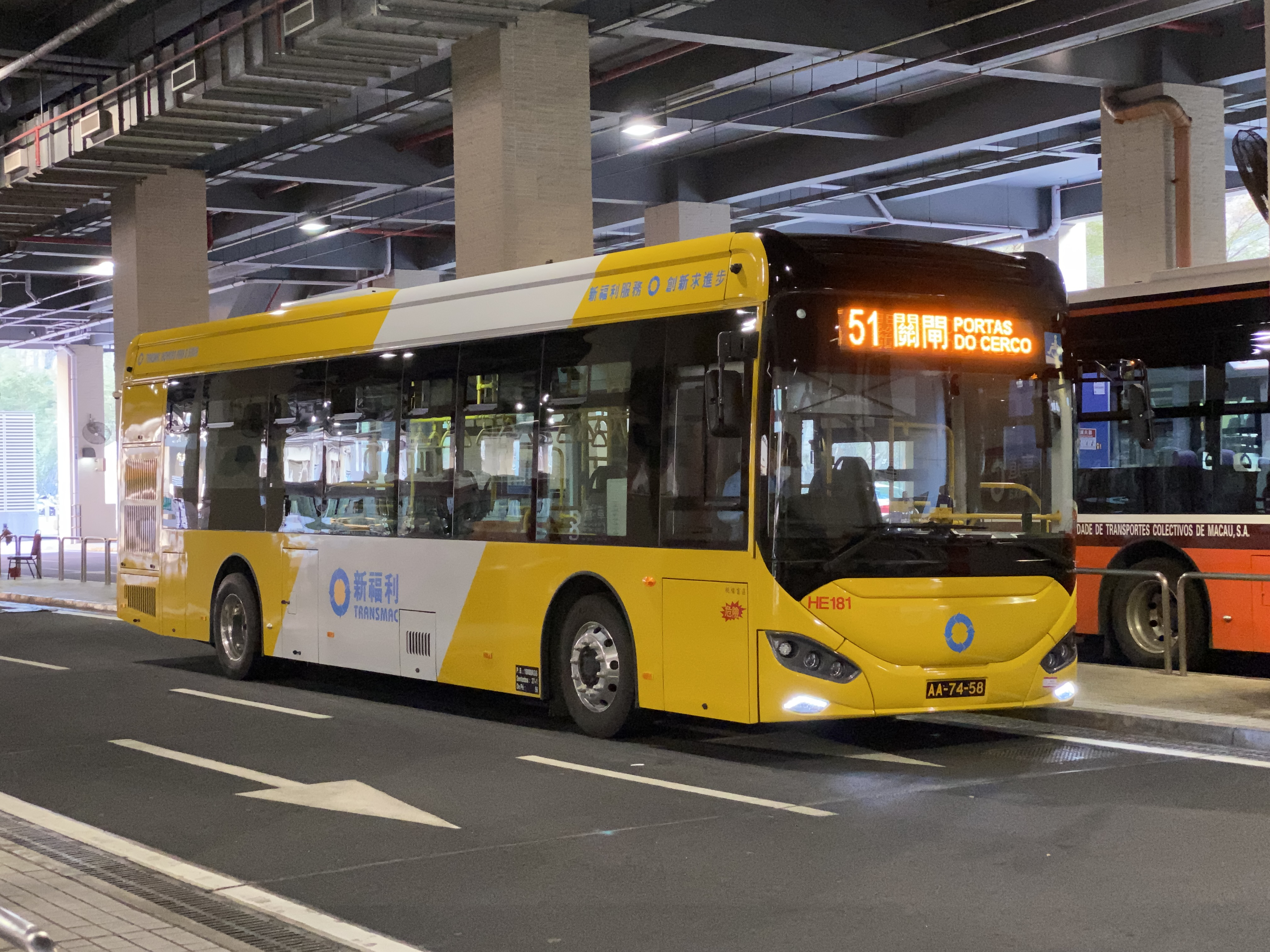
蘇州金龍KLQ6116GHEV1
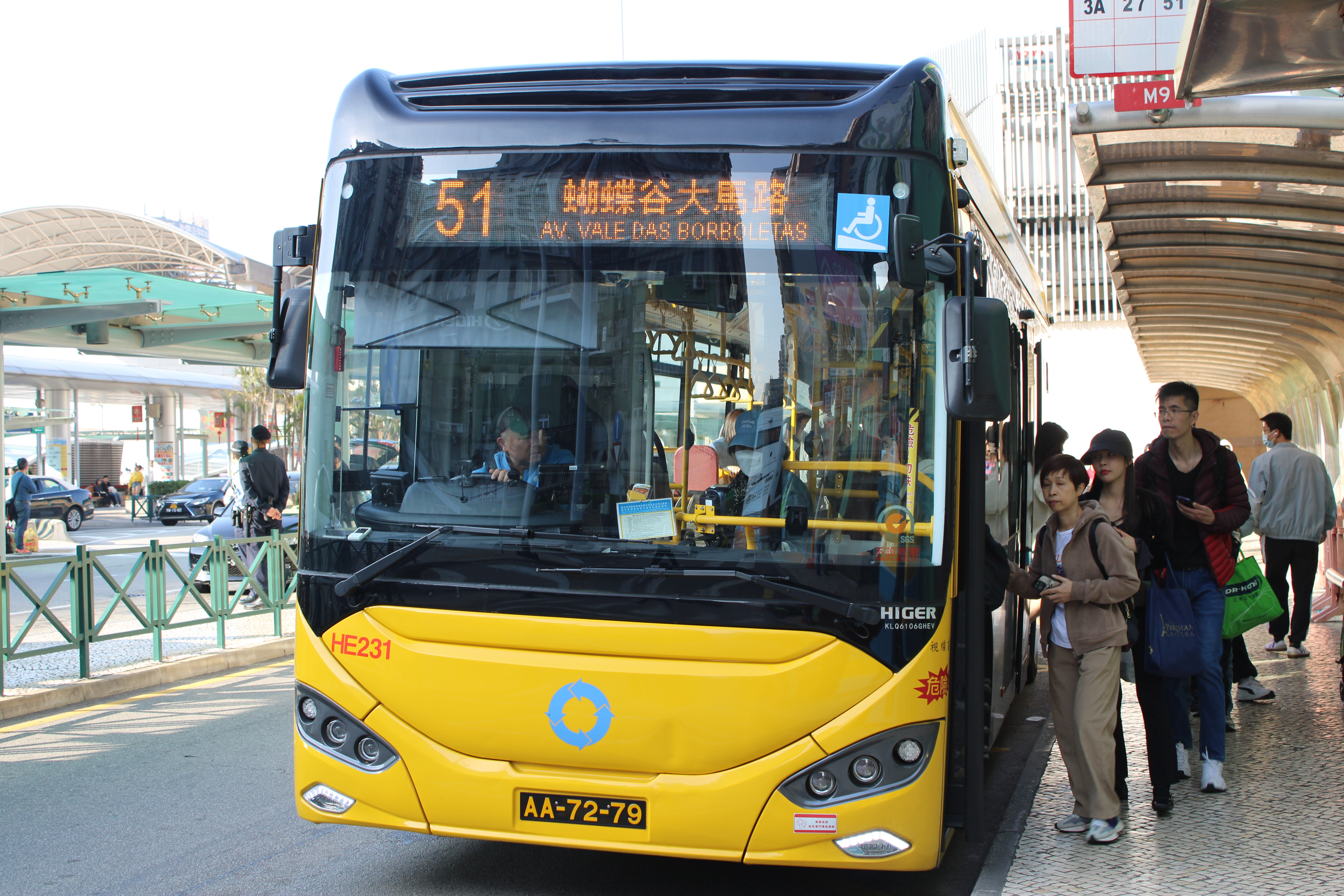
蘇州金龍KLQ6106GHEV
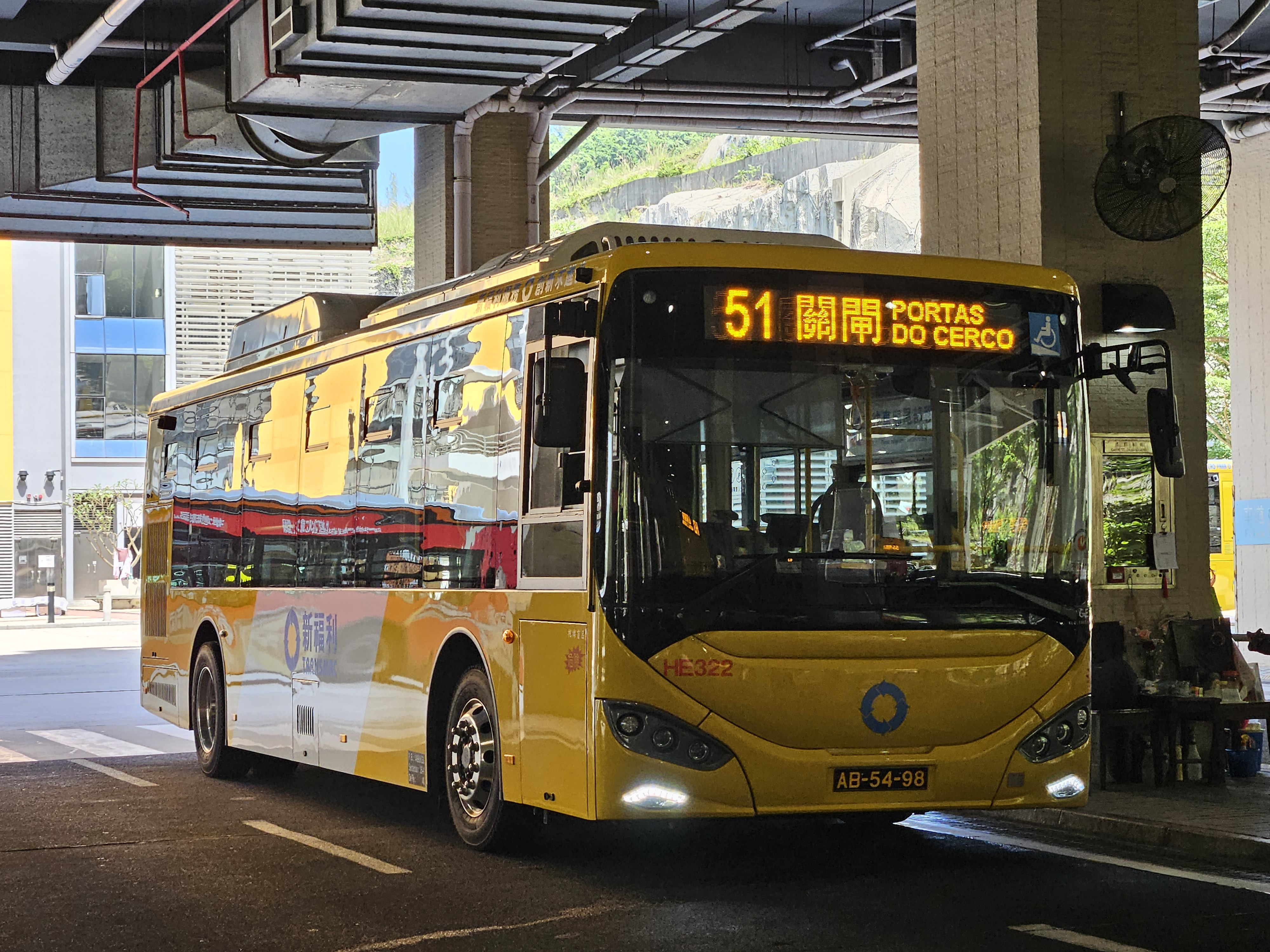
蘇州金龍KLQ6106GHEV1
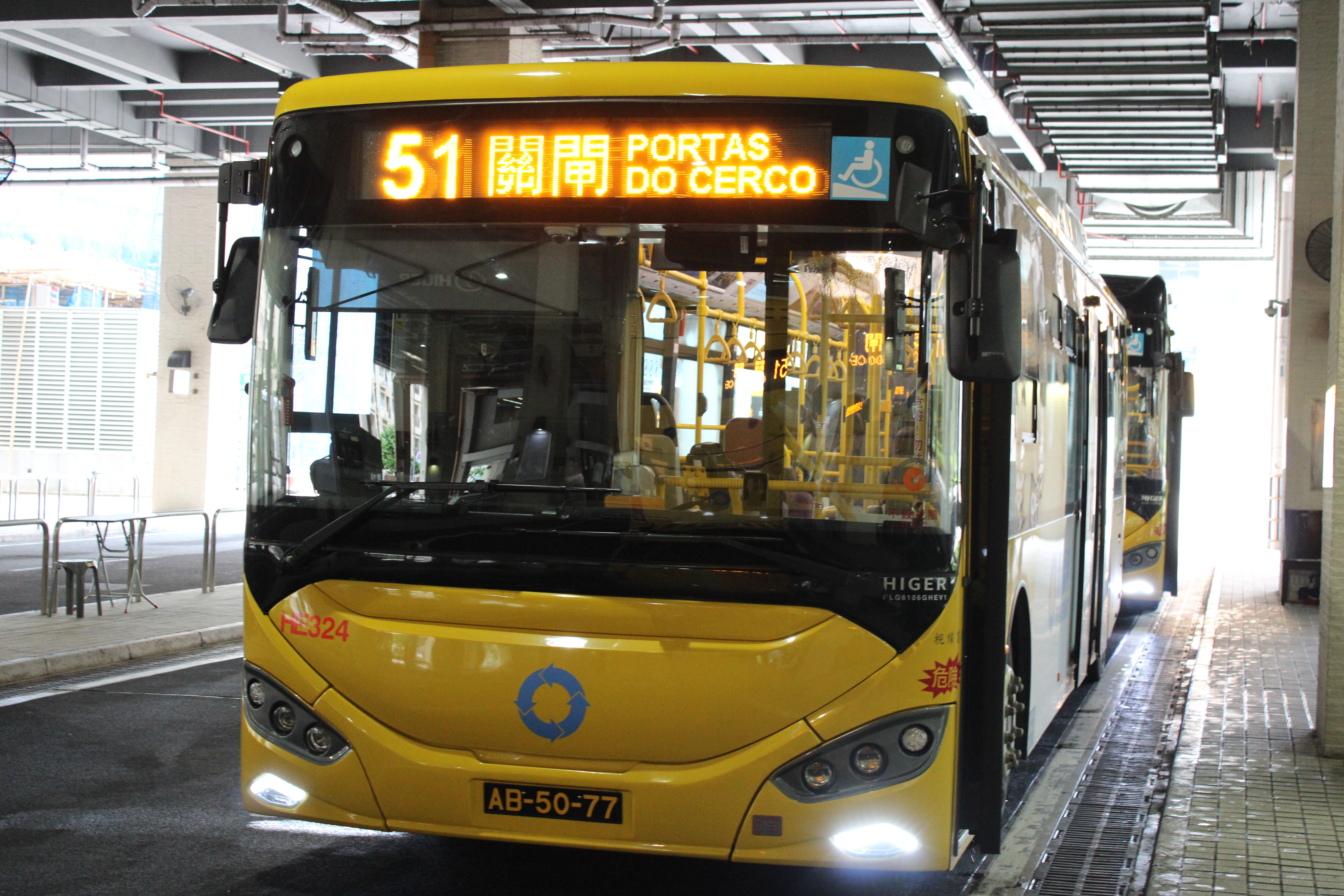
蘇州金龍KLQ6106GHEV1
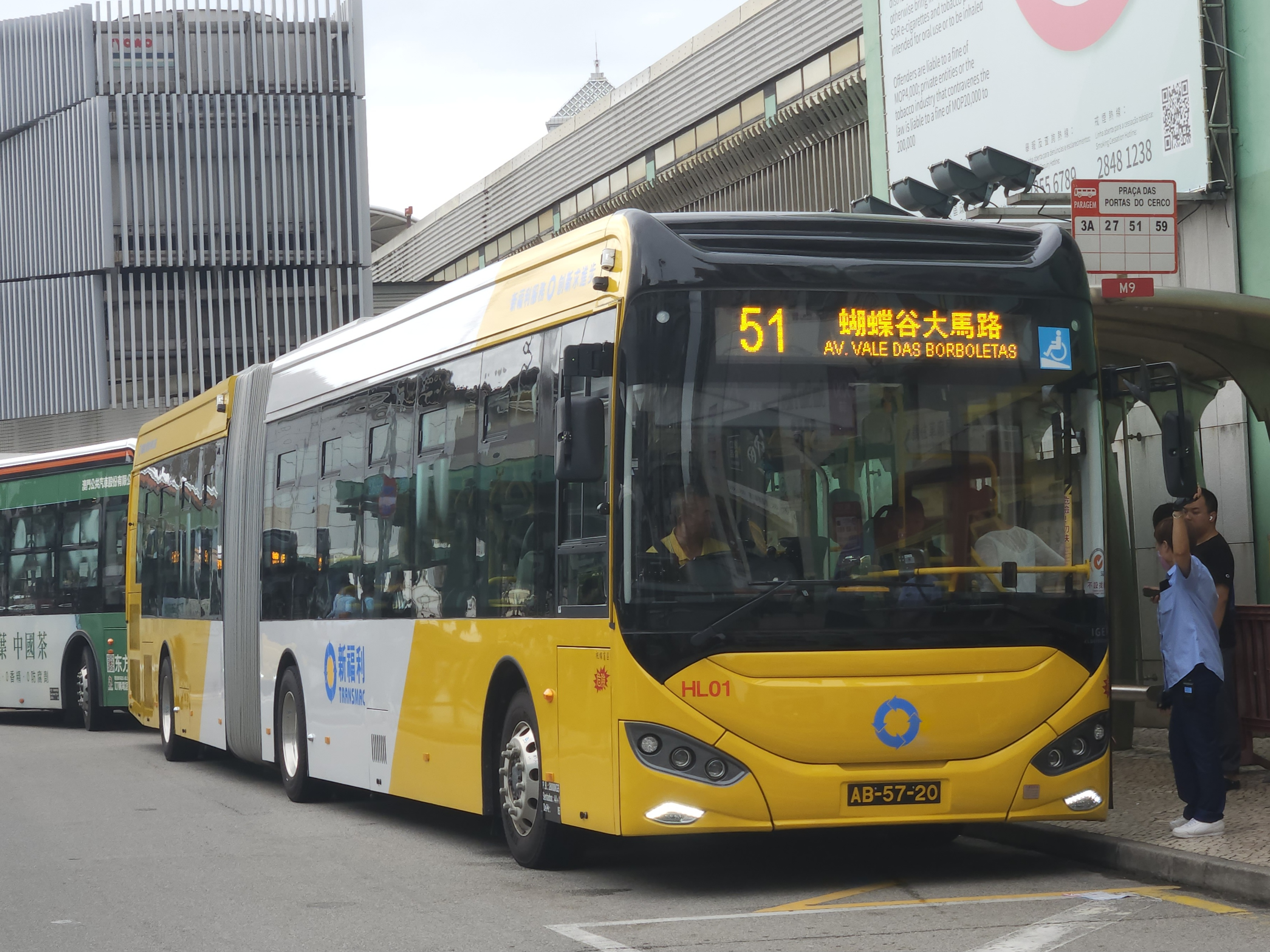
蘇州金龍KLQ6186GHEV
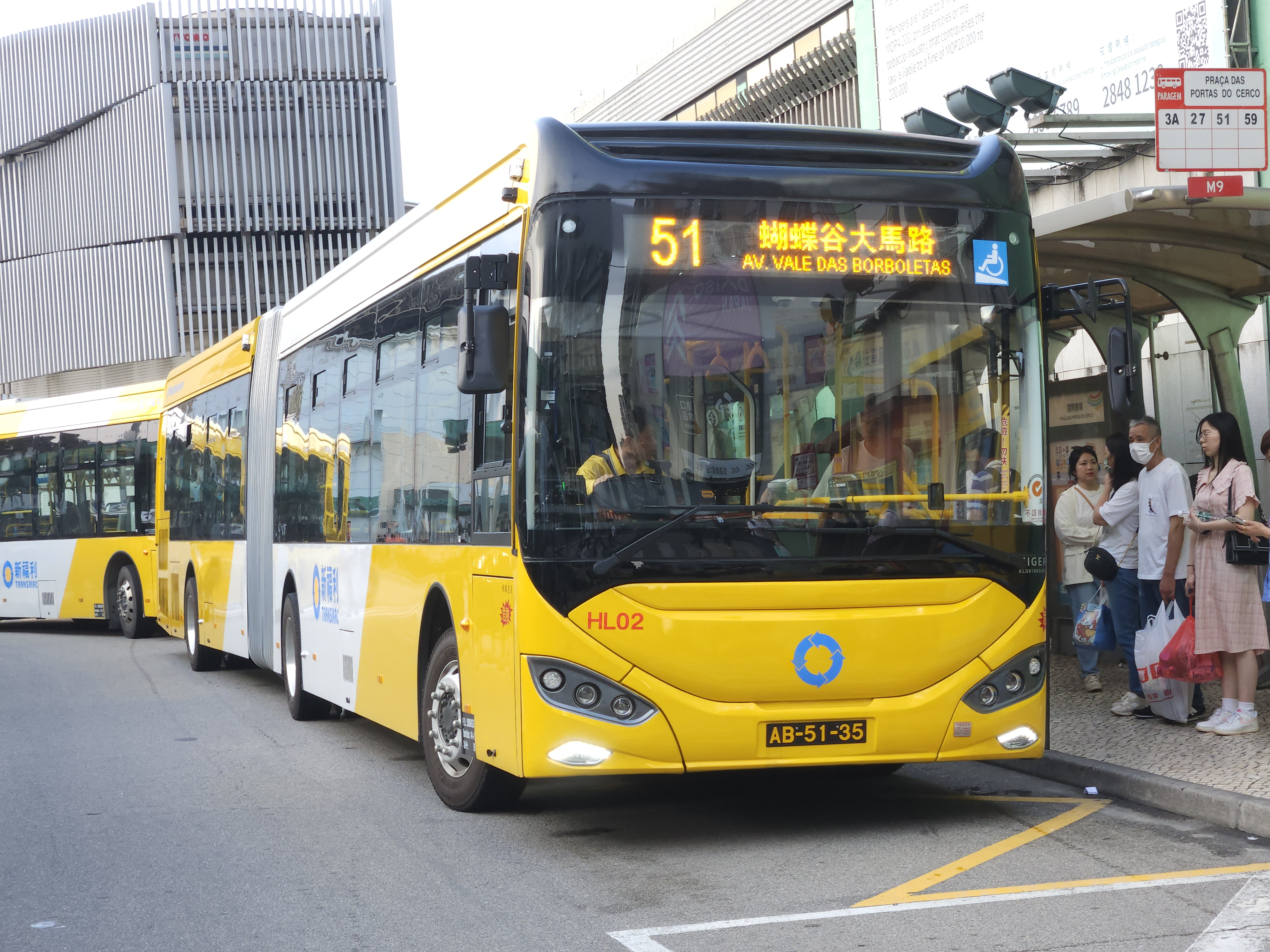
蘇州金龍KLQ6186GHEV

## 外部連結
- （繁體中文）澳門新福利公共汽車有限公司官方網站 （页面存档备份，存于）